# べるぜバブの登場人物
べるぜバブの登場人物（べるぜバブのとうじょうじんぶつ）では、週刊少年ジャンプで連載されていた田村隆平の漫画作品『べるぜバブ』の登場人物について記述する。なお、声優は特記事項がない場合、JSAT'10版のアニメ・テレビアニメ版、VOMIC第1弾の順とする。テレビアニメのみの場合はそちらのみを記載する。なお、作中で男鹿が1993年3月11日の写真を見て「俺が生まれて半年のころ」と発言していることから男鹿は1992年生まれであるのがわかり、他の年齢が判明している人物の生まれ年も逆算できるが公式の設定はないことから生まれ年は書かないとする。

## 主要人物
男鹿辰巳（おが たつみ）
声 - 小西克幸 / 同左
年齢：15歳→16歳、身長：179cm、誕生日：8月31日、血液型：B型、好きなもの：コロッケ・他人の土下座、嫌いなもの：長い話、星座：おとめ座
本作の主人公。石矢魔高校1年生。学校では、姉・美咲に改造された短ランを着用している。周囲のヤンキーからは「アバレオーガ」の名で恐れられており、ベル坊を連れるようになってからは「子連れ番長」のふたつ名も加わった。由加からは「男鹿っち」、夏目と相沢からは「男鹿ちゃん」とよばれている。
本人は「心優しい若者」を自称しているが、その形相は悪魔そのもの。性格は天然で鈍くドSなひねくれ者で、一度刃向かった者は徹底的に叩きのめした上で土下座させる。目的のためにストレートかつ短絡的に即行動に移すため、結果的に東邦神姫を撃破したり、自分に好意を抱いている葵に紛らわしいことを言ったりしている。また、決定事項には妙に律儀で、聖石矢魔学園からの退学処分が決定した時には東条共々一度はあっさりと受け入れようとし、退学の懸かったバレーボールの練習には積極的ではないが初回から参加していた。ただし常識が全くないわけではなく、回によっては一番の常識人になることもある。テレビゲームが好きで、よくドラゴンクエストシリーズに絡めた台詞を発する。「寒波」「おやじ」などのシュールな文字入りTシャツを好んで着る。
ひょんなことからベル坊を拾い、気付かぬ内にベル坊との契約が成立し、彼と15m以上離れることが出来なくなり（現在は成長し、18m位までなら離れても大丈夫になった）、不本意ながら育て親となる。その証として右手の甲に「蠅王紋（ゼブルスペル）」があり、普段は学校でもベル坊を背負っている。並の不良を遥かに超えた身体能力と常人ではありえない程の魔力耐性を持ち、ベル坊の力を最大限に引き出すことができる。
小学5年生の頃に古市と出会うまでは、その目つきの悪さや姉の美咲が烈怒帝瑠の総長を務めていたことが原因で周囲から孤立し、友達と呼べるような人間がいなかった。初めての喧嘩は生後3か月の時、相手は美咲だったが敗北した。
ベル坊に対してはぞんざいな態度を取ることも多いが、なんだかんだ言いながら親として面倒を見ている。ベル坊が東条の背におぶさっている姿を見た時は激しく動揺し、支離滅裂な言葉を口走りながら川に向かって突進した。
ベル坊が泣く度に電撃を受ける生活から抜け出すために自分より凶悪な者にベル坊を押し付けようとするが自身の性格の改善はせず、結果的に石矢魔高校の頂点に立ち校舎を全壊。聖石矢魔学園でも問題を起こすなど余計に親としての資格を強めていき、ベヘモット34柱師団の襲来の後は自身の力不足を痛感しながら、正義感や責任感を持つ性格に成長していく。一刀斎や早乙女の下で修業を受けベル坊の力をより引き出せるようになり、更にベル坊の親としての自覚を持ち、彼に人間を滅ぼさせないと宣言した。
殺六縁起編では、奈須・鷹宮を撃破した後、ベル坊の母・アイリスがいるロサンゼルスのソロモン商会の本部を訪れ、ベル坊との出会いからこれまでに至るまでの戦いが全てソロモン商会に仕組まれていたことを知る。そこで自分の役割がここまでと悟りベル坊と別れて日本に戻るが、邦枝に叱責されたことで決意を改め、ベル坊とのリンクを取り戻し、激闘の末に藤とサタンに勝利する。
最終回では、七大罪の会議があるということで殺六縁起と共に再び魔界に渡り（実際には次の世代を育てるための大魔王のしごきだったらしい）、2年後の自身の卒業式ではベル坊の妹・ニコを連れて帰ってきた。
第1回キャラクター人気投票での順位は2位（1671票）。
減り込みパンチ・減り込みキック・超（スーパー）減り込みパンチ
相手を壁や天井に理不尽に減り込ませる、ただの暴力。
心月流
無刀 撫子（むとう なでしこ）
心月流の技の中でも基礎中の基礎。衝撃を分散させずに一点に集中することで石をも割る。戦国時代には「鎧通し」と呼ばれた技。男鹿は修行の末、巨大な岩をも割ることに成功した。
魔王の咆哮（ゼブルブラスト）
蠅王紋を発動させ、拳を突き出すと同時にベル坊の魔力である強力な電撃を放つ。目くらましや後ろの相手だけを狙うといった使い方も出来る。
魔王の烙印（ゼブルエンブレム）
敵に蠅王紋を目印として乗せ、そこに攻撃を与えることでその分だけ強烈な爆発を起こす。また、自分の足元に出現させて爆発させることでジャンプ力を上げることも可能。
魔王の大晩餐会（スーパーミルクタイム） / 暗黒武闘（あんこくぶとう）
ベル坊のミルクを男鹿が飲むことでベル坊との境界を曖昧にし、無理矢理シンクロする禁術。ベル坊の魔力をほぼそのまま引き出すことができるが、5分以上使用すると体が崩壊するリスクもある。完全にシンクロした際にはベル坊と融合し、蠅王の翼が現れ人格がベル坊に入れ替わる。元に戻った時は副作用でしばらく男鹿とベル坊の体が入れ替わるほか、使う度にベル坊の成長を促す効果もある。酔天との修行後はミルク摂取量を400ccに抑えることで完全に制御出来るようになり、ベル坊の身体能力も強化されている。また、奈須との戦いではベル坊と融合しても男鹿自身の意識を保ち、なおかつ自分の意思でベル坊との分離が可能になっている（ただし、ベル坊と体が入れ替わる点は改善されていない）。
連鎖大爆殺
元々は大魔王の技。辺り一面に無数の「魔王の烙印」を発生させ、連鎖による大爆発を起こす。
魔王大爆殺「終」（ゼブルフィニッシャー）
「連鎖大爆殺」に改良を加えた男鹿とベル坊の技。上空に展開した無数の蠅王紋を自身の両拳に収束させ、その魔力を強大なエネルギー波として一気に放出する。王臣紋を与えた者達から力を借りることでさらに威力を上げることが出来る。
暗黒 魔王の烙印（あんこく ゼブルエンブレム）
暗黒武闘の状態で、より大きな「魔王の烙印」を放つ。
スーパーコロッケタイム
アニメオリジナル技。「魔王の大晩餐会」とは逆にベル坊が人間界の食べ物（コロッケ）を食べることでシンクロする。また、完全にシンクロしても逆に男鹿の意識の方が強く残る。
お父さんスイッチ
自らの肉体の中で紋章術の制御する魔力（白）と暗黒武闘の同化する魔力（黒）をぶつけることで、残りの魔力を最大限に発揮する技。見た目は男鹿がベル坊の無茶振りに応えて思いつきの技名を叫びながら渾身の一撃を放つという無茶苦茶な技で、やせ我慢とベル坊のためにただ頑張るだけの精神論的な技だが、「ただ頑張るだけが覚醒するより弱いって誰が決めたんだよ!!」という男鹿の言葉通り、この技の発動中は肉体の覚醒状態と同等以上の力を発揮する。当初はまぐれに近いバランスの悪い技法だったが、後の鷹宮との戦いで「対消滅エネルギー」として完全に開花した。
対消滅エネルギー
鷹宮との戦いで作り出した技。早乙女曰く「紋章術と暗黒武闘の二つ共を学んだ男鹿だけに許された絶技」であり、「お父さんスイッチ」の完成形。上空に超巨大な蠅王紋を展開し、紋章術と暗黒武闘の相反する術式が圧倒的な魔力を生み出す。この魔力下ではベル坊の王臣紋の力は強化され、敵の悪魔の動きは封じられる。また、上空の蠅王紋からレーザーを落とすことも出来る。
究極（アルティメット） 減り込みパンチ
「対消滅エネルギー」を発動させた状態で放つ超強力な「減り込みパンチ」。
ベル坊 / カイゼル・デ・エンペラーナ・ベルゼバブ4世
声 - 沢城みゆき / 藤村歩
実際年齢：人間界でいえば2歳と9ヶ月位（第187話時点）　
本作のもう一人の主人公。大魔王の息子で、魔界の第二王子である男の子の赤ん坊。緑色の髪が特徴。常に全裸だが、これは本人のこだわりとの事。男鹿の家族曰く「目つきが辰巳にそっくり」らしい。普段はおしゃぶりを咥えている。男鹿姉弟や古市からは「ベル坊」、男鹿の両親や葵からは「ベルちゃん」、東条からは「ベル」、ヒルダ達悪魔からは「坊っちゃま」「ベルゼ様」などと呼ばれている。
大魔王の気紛れから人間界に送り込まれ、そこで初めて出会った男鹿に懐いている。ほとんど言葉を話す事ができなかったため、基本的には「ダ」「ダブ」などの赤ちゃん言葉を口にしていた。『ごはんくん』のアニメに嵌っている。アニメ版では男鹿と同様にコロッケが好物。虫が苦手で死にかけの蝉に泣かされたが、男鹿と特訓して勝てるようになった。
泣き虫であり、泣き出したり癇癪を起こしたりすると電撃を放ち、あまりに大泣きした場合は男鹿か大魔王でなければ手がつけられない。また、親である男鹿が15m以上離れると即死レベルの電撃を放つ（現在は成長し、18m位離れても我慢できるようになった）。この距離はいわゆるベル坊が人間界で認識できる世界の広さにして物怖じせずに保護者から離れて遊べる範囲であり、魔動ミニ自動車に乗った時は高揚感でリンクの範囲が一気に広まった。男鹿を触媒として絶大な魔力を放つことが出来るが、男鹿と接触していなければ癇癪以外では魔力を使えず、力は同年代の人間以下になる。おもらしは周囲を洪水状態にするほど凄まじい。夏休み最終間近で魔界に里帰りした時は、魔力を開放し巨大化してベツ人28号（命名は男鹿）になりヴラドの主と戦って勝利した。
ベヘモット34柱師団の襲撃を受けた後、男鹿と共に魔二津へ修行に行く。早乙女に弟子入りし、修行から戻ってきた時にはヒルダに「たくましい顔つきになった」と評され、癇癪を起こすこともほとんど無くなるなど、精神的な成長を遂げている。
殺六縁起編では、男鹿と共にロサンゼルスのソロモン商会本部で、自身の母であるアイリスと出会う。そこで自身の力の覚醒を遂げたが、男鹿にアイリスと共に魔界に帰るよう告げられ、涙ながらに初めて彼を「とーたん」と呼んだ。しかし、藤との戦いで邦枝に叱責された男鹿に通信機で魔界から呼び出され再び彼とリンクし、共に藤とサタンを倒した。
2年後の世界が舞台の最終話では、卒業式に男鹿と共に魔界から帰還する。見た目は全く変わっていないが、男鹿によれば二言ほど話せるようになったらしい（一つは「フルチン」）。
葵の弟・光太にライバル心を抱いており、何かと小競り合いになる。また、番外編では男鹿に懐いていた猫・コロッケに嫉妬する一面もあった。
名前の元ネタは異教神ベルゼブブ。
第1回キャラクター人気投票での順位は1位（1778票）。
『週刊少年ジャンプ』掲載作品で（初回登場時）最年少の主人公とされている（2018年14号時点）。

ヒルダ / ヒルデガルダ
声 - 伊藤静 / 植田佳奈
年齢：16歳
本作のヒロイン。魔界屈指の名家に生まれた、トップエリートの侍女悪魔。左目が前髪によって隠れ、胸部辺りを大きく空けたゴスロリ服を着ている金髪の巨乳美女。人間とは未契約。14歳の時からベル坊に仕えている。
大魔王から「息子（ベル坊）を適当に人間に育てさせながら人間界を滅ぼせ」と命じられ、アランドロンと共に人間界に来た。男鹿の家族に初対面で三つ指をついて挨拶したことから「辰巳が妊娠させたマカオ人（「魔界」の聞き間違い）の彼女」と誤解され、そのまま居候している。性格はかなりキツく男鹿と張れるほどのドSで、ベル坊と男鹿の家族以外の人間には常に高圧的な態度を取る。男鹿の事は「ドブ男」などと呼び罵倒しつつも次第に信頼を寄せるようになり、育ての親として足りないものが多すぎると指摘しつつ彼に親としての自覚を促している。ベル坊に対しては家臣としての忠誠と保護者（母親）としての深い愛情を向けており、彼絡みのことで別人のように豹変することもある。石矢魔の生徒からは「男鹿の嫁」と勘違いされており「オガヨメ」と呼ばれている。人間界の料理が下手らしく、その不味さは口にした誰もが倒れるほど（アニメ版では男鹿はその料理を食べていた影響で胃腸が丈夫になった）。男鹿の母や美咲からコロッケの作り方を教わっているが、あまり上達していない（記憶を失っている間は逆に料理が上手くなっていた）。アニメ版では昼ドラをかかさずに見ている。
日傘に仕込まれた剣 を武器に持ち、その魔力・戦闘能力は邪竜族にも引けを取らない。また、普段隠している左目は「コンマ数秒の動きをも見極められるほど見えすぎる」ため、右目との差に酔わないように本気で戦う時以外は閉じている。
聖石矢魔編では、学園に潜む王族の関与しない悪魔を探るため、男鹿の従妹で名門私立校出身という設定で聖石矢魔学園に転入する。べへモットとジャバウォックが宣戦布告に来た際に捕らえられてしまい、悪魔野学園の牢獄でヨルダと再会する。柱師団に利用され衰弱しきった彼女を救うべく自ら身代わりとなり、単身で柱師団に戦いを挑むも敗北。サラマンダーの能力で一時的に記憶を失い、普段とは正反対の別人格が生じるようになる。この別人格は表情豊かで大人しく丁寧な上、男鹿を含め他人を「さん」付けで呼んでいる。ベル坊の「王子様の口づけ」によって人格を入れ替える事が可能だが、互いの記憶までは共有されない。
第1回キャラクター人気投票での順位は3位（1506票）。
魔言召喚（まごんしょうかん）
剣に魔力を集中させて攻撃する。衝撃波として放つことも可能。

古市貴之（ふるいち たかゆき）
声 - 水島大宙 / 近藤孝行
年齢：15歳→16歳、身長：175cm、誕生日：11月11日、血液型：A型、好きなもの：可愛い女子・綺麗な女子・とにかく女子、嫌いなもの：長い話、星座：さそり座
男鹿の親友。石矢魔高校1年生。ベル坊の素性を知る数少ない人間の一人。男鹿とは小学生の頃からの幼馴染で、常日頃彼に振り回されている。銀髪（地毛）が特徴で、ルックスの良いフェミニストにしてナルシスト。己の身を挺してでも女性を庇おうとする男気も持ち合わせているが、彼女が出来たことは一度もない。美咲からは「たかちん」と呼ばれている。
喧嘩は強くないが、頭の回転が速く策を練るのが得意な頭脳派。中学の頃の成績ならば普通に聖石矢魔高校に受かると三木に指摘されており、石矢魔高校の学年で10位以内（アニメ版での期末テストでは1位）の成績を収めている。男鹿が名を上げるに従って周囲から一目置かれるようになり、男鹿に唯一突っ込みを入れられる男「智将古市」と名が広がっているが、同時に「恥将」という不名誉なふたつ名も定着している。また、悪魔に憑依されやすい「憑依体質」の持ち主で、ベヘモットの強大な魔力に耐えきったり複数の悪魔と契約できるほどである。その体質から、ベヘモットからは「天稟の才」と呼ばれている。
登場人物中での数少ない常識人だが、極度の妄想癖があり、女性絡みの話題については強い興味を持って関わろうとする。ヒルダや葵といった美女に囲まれる男鹿をそれぞれの事情を無視して羨んでいる。一方で男鹿に関わることで損な役回りにされやすく、喧嘩の共犯にされたりあらぬ誤解をかけられたりするなど苦労が絶えない。読切版や物語初期では割と落ち着いた人物だったが、回を追うごとに少々騒がしいキャラになっている。高校進学時は第一志望校から合格通知が来ていたが、男鹿の喧嘩に巻き込まれて合格を取り消され石矢魔高校へ進学することになった。
男鹿とナーガとの戦いのとばっちりでラミアとの関係に誤解を受け、烈怒帝瑠の面々からはロリコン扱いされた上、焔王の怒りを買い全面戦争を申し込まれてしまう（アニメ版ではロリコン呼ばわりされるエピソードはカットされている）。しかし、柱師団の狙いはあくまで男鹿だったため、結局最後まで古市自身に直接危害が及ぶ事は無かった。この後も主に烈怒帝瑠の面々から敬遠されていたが、魔界のティッシュの一件以降は男鹿の弁解によりそういった扱いも受けなくなった。
殺六縁起編では、魔界のティッシュを用いて堕天高校やサタンに立ち向かい、最終的に右手の甲に「0」の王臣紋を出現させた。また鷹宮との戦いでは魂を奪われ一度は生命の危機に陥ったが、男鹿達によって救われた。2年後が舞台の最終話では、「100の顔を持つ男」という異名と共に下級生から慕われている姿が描かれた。
第1回キャラクター人気投票での順位は5位（1319票）。
バティム・ド・エムナ・アランドロン
声 - 高木渉
ベル坊とヒルダに仕える次元転送悪魔。外見は暑苦しい巨体にトランクス一丁というただの「ひげのオッサン」。身体が真ん中から二つに割れるようになっている。
当初は神出鬼没だったが、なし崩しに古市の家を拠点にし、彼を「軍師」として騒動に巻き込むようになる。その際に古市の家族に三つ指をついて挨拶したり、ラミアや古市が声をかけた女性（女装も含む）に嫉妬したり、学園祭終了後から古市の事を「貴之」と呼び始めたりするなど、ホモっ気がある描写が多く見られる。現在は古市の家で暮らしており、すっかり生活に馴染んでいる。
作中では登場人物を別の場所へ転送する手段として登場することが多い。一度に複数の存在を転送できるため、次元転送悪魔の中では特に優秀な部類に含まれる。しかし、男鹿達を誤って魔界に転送してしまった時はさすがに限界を超えたらしく、瀕死の重傷を負った。次元転送悪魔の習性に従い、しばらく行方を眩ませていたがその後無事復活（魔力回復のために健康ランドに行っていたとのこと）。以外に手先が器用で、学校の制服を実物同様に作れる。
川を流れていた所を大勢の人間（男鹿に喧嘩を仕掛けた不良達）を土下座させながら笑っていた男鹿を見て、その凶暴性を見初めてベル坊を託した。聖石矢魔学園編以降は聖石矢魔学園の1年6組に転入するが、高校生離れしたその外見で生徒達を驚愕させた。ベヘモット34柱師団が再び攻めて来た際には「バリサン」でヒルダを送り出し、自分も力になりたいと男鹿に志願したが、結果武器として木刀のように扱われた。
第1回キャラクター人気投票での順位は9位（803票）。
アニメ版でのナレーションは彼が担当している設定となっており、登場シーンも原作以上に多い。
バリサン
ヨルダに対抗するために編み出した、次元を超越する魔界の電波を使って通信機から転送を行う新式転送術。これを行うとパンツが破けて「バリ散」状態になる。アニメ版では、魔二津での修行の末に会得したという設定になっている。

邦枝葵（くにえだ あおい）
声 - 豊崎愛生
年齢：17歳、身長：165cm、誕生日：5月15日、血液型：A型、好きなもの：木刀・歴史小説、嫌いなもの：卑怯者、星座：おうし座
本作のもう一人のヒロイン。石矢魔高校2年および、「東邦神姫」の紅一点。黒髪のロングヘアが特徴の細身な和風美女。校内の秩序を守り無益な戦いは避けることで部下からの人望が厚く、中学卒業と同時に関東最強レディース「烈怒帝瑠」の3代目総長となり、僅か1年で石矢魔高校の女子 を纏め上げたカリスマ。
石矢魔では「女王（クイーン）」と呼ばれ恐れられているものの、実は神社の娘で歳の離れた弟の世話をするなど面倒見が良く、責任感が強い真面目な性格。学校で女生徒を纏め上げている姿とのギャップを周囲に知られないよう、子守の時は眼鏡をかけて髪を結び変装している。父の影響で幼少時から剣術を叩き込まれたため自分より弱い男に興味が無く、そのせいで恋愛に対する免疫が全く無いため男鹿の発言で勘違いを起こして勝手な妄想を脳内で巻き起こしやすい。アニメ版ではその面が強調されている。
「心月流抜刀術」の使い手で、木刀や薙刀の他素手での武術にも長けている。特に剣術に関しては木刀で物体を切断し、更には定規で竹光を叩き斬るほどの実力を持つ。
神崎・姫川を撃破した男鹿を石矢魔の敵と見なして成敗を試みるが、攻撃を全てかわされた上男鹿が彼女にベル坊を押し付けようとした時の言葉が非常にプロポーズと紛らわしかったため、男鹿に好意を寄せるようになる。その後美破の陰謀に嵌められ男鹿に襲い掛かるが、駆けつけた寧々から真実を知り自ら敗北を認める。また、自らの誤解で騒動を招いたけじめとして烈怒帝瑠を自分の意思で引退し、総長の座を寧々に託した。しかし、一度築いた人望は厚いようで現在でも彼女達から慕われ続けている。烈怒帝瑠として活動する時は、胸にサラシを巻き、その上から特攻服を着用しているため、へそが出ている。
男鹿に対してはさりげなく一緒に登下校をしようと機会を窺ったり、男鹿と2人で不良達の鎮圧役を任された時は密かにガッツポーズを取ったりと年頃の乙女な一面も。いわゆるツンデレなのだが、その好意は周囲から見れば分かり易い。一方で当初はヒルダを「男鹿に子供を押しつけて世話をさせる悪魔のような女」と思い込み、彼女の挑発を受けて以降はヒルダに強い対抗意識を抱くようになる。男鹿と初めて出会ったのは子守のための変装姿だったが、男鹿はその姿が葵であることに気付いていない。また、高ヶ嶺の魔二津で偶然出会った際、子育て仲間として親しげに接してくる男鹿の態度に驚き「正体を明かすことで彼の失望を招いてしまうかもしれない」という懸念のため、咄嗟に青井くにえ（あおい くにえ）と名乗ってその場を凌いだ。男鹿は葵とくにえは従姉妹同士だと勘違いしており、葵も彼に嫌われたくないがためにそれを通している。愛読書は「別冊マーガレット」。
前々からベル坊の正体に疑問を持っており、焔王の出現を切っ掛けに悪魔の存在を知る。その後、祖父の計らいで男鹿の魔二津での修行に同行し、諌冬の助けを得てコマちゃんを従える。首切島での修行を終えた後、男鹿の助っ人として悪魔野学園に真剣を携えて 乗り込み、反旗を翻したアギエルと共に女団員との戦いに挑む。
殺六縁起編では、鳳城率いる真正烈怒帝瑠と対決。男鹿（中身はベル坊）や寧々達を人質に取られ敗北寸前に追い込まれるも、ベル坊（中身は男鹿）の励ましを受けて胸元に「2」の王臣紋を出現させ、烈怒帝瑠3代目総長を再襲名し、鳳城を撃破した。
第1回キャラクター人気投票での順位は4位（1491票）。
彼女のキャラクターは、同作者が描いた読切『ニライカナイより』に登場するヒロイン「南由希（みなみ ゆき）」が原型となっている。
心月流
無刀 撫子（むとう なでしこ）

抜刀術
壱式 破岩菊一文字（はがんきくいちもんじ）
相手に突進し、神速の抜刀術を叩き込む。
壱式改 破山菊一文字 追閃（はざんきくいちもんじ ついのせん）
薙刀を大きく打ち下ろすように放つ。通常の壱式より威力が上がっており、一振りで大勢の石矢魔生徒を吹き飛ばした。
弐式 百華乱れ桜（ひゃっかみだれざくら）
大きく揺れ動くような軌道を描き、相手を翻弄する抜刀術。その破壊力は石矢魔高校の校舎の壁を大破させるほど。
魔装 絢爛花吹雪（まそう けんらんはなふぶき）
「百華乱れ桜」を対悪魔用に鍛えた技。刀身をコマちゃんの魔力で強化し、かまいたちを纏わせることで相手を切り刻む。刃が折られてもかまいたちで攻撃が可能。
参式 飛燕 燕子花（ひえん かきつばた）
周囲の敵を円を描いた斬撃で吹き飛ばす。
伍式 水無陽炎（みずなしかげろう）
螺旋状の斬撃を繰り出し、相手を錐揉み状態で吹き飛ばす。
六式 妖星剣舞（つるぎのまい）
無数の剣撃を放ち、多数の相手を一掃する。
暗黒武闘（あんこくぶとう）

コマちゃん
声 - 龍田直樹
魔二津の山の天狗塚に住んでいる天狗で「シーサリオン」と呼ばれる悪魔。関西弁で喋る（演じる龍田も和歌山県出身）。普段はシーサーをマスコットキャラにしたような外見だが、戦闘時には巨大な獣の姿を見せる。かまいたちのような力を持ち、魔力には一種の匂いがある。
性格はスケベオヤジそのもので、諫冬が悪魔を払う際は力を貸す代わりに彼女にセクハラ的な質問をしていた。葵にも同様の質問をしたが、彼女を怒らせて祠もろとも叩きのめされた。その後諫冬の計らいで葵に協力しているが、相変わらずセクハラ行為をしては葵に成敗されている。真の姿の時でもお構いなくセクハラ絡みの会話をする。
修学旅行では、女部屋に忍び込んだことで葵にトイレに流され、海を漂っていたところを哀場に助けられた。その後の男鹿と哀場の決闘では哀場に力を貸すものの、男鹿の「魔王の咆哮」に敗れる。殺六縁起編では鳳城の体目当てで彼女に魔力を貸していたが、鳳城が敗北した際に姿を見せてしまい葵に成敗された。
彼のキャラクターは、同作者の読切『ニライカナイより』の登場キャラクター「シーサ」が原型となっている。

## 石矢魔高校

### 石矢魔東邦神姫
東条英虎（とうじょう ひでとら）
声 - 関智一、高垣彩陽（子供時代）
年齢：17歳→18歳、身長：188cm、誕生日：8月6日、血液型：A型、星座：しし座
石矢魔高校3年。逆立った茶髪と右目の上にある傷が特徴の大柄でガタイのいい青年。右肩には蠅王紋を模った刺青を入れているが、これは早乙女を真似て自ら彫ったもの。陣野や静、早乙女等の古くからの知り合いからは「虎」の愛称で呼ばれている。性格は基本的に「いい人」で、小動物のような可愛いものに目が無く生き物を何でもかんでも拾って飼おうとしたり、マスコットパジャマを愛用したりしている。人間的な器も大きく、石矢魔統一には興味が無い。その一方でその場の気分でバイト先の備品を盗んだり、適当な発言で騒動の種を蒔いたりとかなり大雑把でいい加減な面もある。
立場や地位などに執着することなく、ただ強者と喧嘩をすることを何よりの楽しみとする石矢魔最強の男。肉食獣トラを彷彿とさせる天性のファイターであり、敗北をすることもあったが、そのたびに更なる強さを身に付けて蘇る不屈の闘争心の持ち主。日頃は暢気な言動が多いがいざ喧嘩となると話は別で、放つ殺気は周囲の動物がざわつき出し、力任せの戦いぶりは男鹿をして「猛獣」と言わしめるほど。常人を遥かに凌ぐ戦闘力とタフさ を併せ持ち、東邦神姫の中でも戦闘能力は群を抜いている。反面、知能は男鹿が呆れるほど低く、家庭の事情により普段からアルバイトに励んでいるためあまり学校に顔を出さない事もあり、学業も芳しくない。小説第3弾「ベルベル☆校外乱闘」では、生活費の大半を自分で稼いることや他人の物を奪うようなことは一切しないなど、私生活での実直ぶりが描かれている。アルバイトも基本的には真面目に行っているが、彼を倒して名を上げようとアルバイト先まで押しかけてくる不良とのケンカが原因でクビになるために長続きせず、肉体労働系のアルバイト先では採用のブラックリストに載ってしまっているらしい。
幼少時代は吹きだまりの街で育ち、そこで早乙女と出会い生きていく術として喧嘩を習った。単行本掲載のプロフィールでは「家が貧乏で子供の時から働いていた」と記載されている。蠅王紋を「最強の証」と考えていたが、ベル坊とのリンクを切って（蠅王紋を消して）さらに強さを増した男鹿を見て「オレとは違う、本物だ」と感じ、石矢魔最強の座を明け渡した。
学園祭終了後、ケジメとして出馬を呼び出し決闘。ベヘモット34柱師団の柱将の一人・グラフェルによって出馬が倒された際には躊躇なく彼と戦い、意識を失いながらも重い一撃を入れるなど奮闘した。その後早乙女から襲撃してきた敵が本物の悪魔であることを聞かされるも全く理解せず、最終的に熊と勘違いしたまま、独自に修行（本人曰く「本物の熊と戦って修行していた」）し、アニメ版ではファバスと互角の戦いを繰り広げ、更にグラフェルを殴り飛ばす活躍を見せた。修行後は悪魔野学園を石矢魔の新校舎と勘違いして住み込みで建設のバイトをしており、ヒルダを助けに来た男鹿と合流。かつて苦戦したグラフェルと同じ柱将クラス二人を一撃で倒すほど強くなっており、彼を先に急がせ自身は応龍・夜刀の二人の柱爵の相手を引き受ける。二人を撃退した後、男鹿と共に屋上を目指しジャバウォックと対決した。悪魔野学園の校舎に愛着が湧いていたらしく、焔王の癇癪で悪魔野学園が全焼した時はただ一人涙を流した。
殺六縁起編では、男鹿とテニスの特訓をした翌日に左肩に「4」の王臣紋を出現させた。堕天組との戦いでは男鹿と鷹宮の対決に乱入した後、八坂・内藤を撃破して古市の魂を取り戻す。藤が行動を開始した際は、石化しながらも魔力遮断結界発生装置を守るために神曲高校の王臣100人を相手に善戦した。
2年後が舞台の最終話では、トラック運転手をしていた。
第1回キャラクター人気投票での順位は8位（1188票）。
邦枝葵（くにえだ あおい）
#邦枝葵を参照。
神崎一（かんざき はじめ）
声 - 杉田智和
年齢：18歳、身長：178cm、誕生日：6月1日、血液型：A型、星座：ふたご座
石矢魔高校3年。ヤクザ一家・関東恵林気会の次男坊で、組員達からは「若」と呼ばれている。石矢魔統一に最も近いと言われていたが、これはヤクザの家系だった影響と東条・葵の2人がトップ争いに興味が薄かったことによるもの。
左耳と口が繋がっているチェーン付きのピアスが特徴。些細な失敗でも容赦なく制裁を加える、東邦神姫で最も凶暴な男。少々荒い性格で当初は仲間を切り捨てる非情な面を見せたが、本質的には良い兄貴分であり、自分の舎弟やプライドを傷つけた者は決して許さない。また、彼が倒されたことで男鹿や姫川が怒る素振りを見せたり、舎弟でもない由加に懐かれたりするなど奇妙な人望の持ち主でもある。 子供の面倒見が良く、姪の二葉の世話を良く焼いている。姫川とは特に仲が悪く喧嘩が絶えないが、アニメ版では次第に気が合うシーンが見られるようになり、姫川のピンチに何だかんだで助太刀する場面も見られた。烈怒帝瑠の由加とはグラフェル達との一件以来一緒にいることが多く、二葉のために彼女と聖セントX'masに出場した際には妙に息の合った行動を取り、周囲からは「良いコンビ」と評された。聖石矢魔での六騎聖との対決以降から徐々に以前のような凶暴さは成りを潜め、ギャグキャラクターとしての側面が強くなっている。口も悪く、ヒルダや美咲に対して悪口を言った際、彼女達から返り討ちに遭う事もあった。ヨーグルッチが好物。
男鹿や葵などに比べれば格段に劣るものの、乱戦の中2人を無傷で倒すなど常人を凌ぐ程度の実力はある。踵落としを得意技とし、アニメ版ではそれに拘る描写が見られた。また、男鹿相手の場合を除いて敗北しても短時間で再起するタフさもある。顔のチェーンを引っ張られると怒りで喧嘩の強さが普段の3倍になるらしい。その一方で基本的に頭は良くない。
ベル坊に親を選び直させるため舎弟になろうとした男鹿に、テストとして城山と戦わせた。だが負けた城山に見せしめとして窓から飛び降りるよう命令した神崎を見て「小物」と判断した男鹿に一撃で吹き飛ばされ、校舎から転落。全治1ヶ月の重傷を負う。また、彼の敗北が石矢魔の勢力図が激変する切っ掛けとなった。
殺六縁起編では、奈須率いる騒霊高校組と対決。自分を差し置いて男鹿ばかりに注目が集まっていることに苛立ちを募らせ、単身で騒霊組に立ち向かい深手を負わされる。その最中、本心では男鹿が自分達の大将だと認めていることに気付き、左肩の後ろに「1」の王臣紋を出現させて奈須の王臣達を撃破した。堕天高校組との戦いでは一時的にベル坊とコンビを組み、反撃の一端を作る。
高校卒業後は、家業を継いでいる模様。
第1回キャラクター人気投票での順位は7位（1193票）。
アニメ版では葵の弟・光太のでんぐり返しを見て新技「ダブル踵落とし」を取得し男鹿に戦いを挑むが、新技を紙一重でかわされた上、葵からも「だから何?」と言われてしまった。
姫川竜也（ひめかわ たつや）
声 - 荻野晴朗
年齢：18歳、身長：182cm、誕生日：4月17日、血液型：B型、星座：おひつじ座
石矢魔高校3年。姫川財閥の御曹司で、30階建てマンションの25階から上の階の部屋全てを借家として一人で暮らしている。
巨大な銀髪のリーゼント頭（この髪型は彼のポリシーらしい）とサングラスが特徴で、アロハシャツを好んで着用している。髪を下ろし、サングラスを外した素顔は相当のイケメンであり、誰か分からなくなる程変化が激しい。アニメ版では、リーゼントを解くと口調も爽やかなものに変化する。夏目からは「姫ちゃん」と呼ばれている。月々の小遣いは1000万円。「金で買えないものは無い」という信条の下、金の力に物を言わせてどんなことも自分の思い通りにしようとする。神崎とは犬猿の仲だが、彼なりに仲間意識を持っている。また、他の東邦神姫と異なり自身に近しい部下を持たないものの、仲間とみなした者への面倒見は良い。当初は女好きでもあり、葵にも一度だけ言い寄ったが返り討ちにされている。
冷静沈着で判断力・洞察力に長けており、不良然とした外見に似合わぬ情報収集力と交渉力を持つ東邦神姫きっての頭脳派。聖石矢魔編以降は、その知力と財力を駆使して石矢魔メンバーの窮地を幾度となく救っている。基本戦法は、敵が一人になった所を集団でリンチするなどの騙し討ちや武器や防具を隠し持つ卑怯な手段。自身の喧嘩の実力は神崎と同等だが、素手での戦法よりも鉄板で武装したり、特注のスタン警棒等を武器に使って戦う方を好む。神崎と共に街の不良達からは恐れられており、小説第3弾「ベルベル☆校外乱闘」では様々な噂 が存在することが判明した。
中学まではサンマルクス修道学院に通っていたが、「リーゼントが似合うから」という理由で石矢魔高校に転入してきた。そのため、東邦神姫のメンバーに数えられるようになってからはまだ日が浅い模様。
殺六縁起編では、左腕に「3」の王臣紋を出現させるがこれをルシファーのものに偽装して彼の配下となり、聖石矢魔組を勝たせるために単独行動に入る。同時に、男鹿の強さの秘密や悪魔の事も調べていた。堕天組と聖石矢魔組との戦いでは、ソロモン商会から購入した遮断結界発生装置を起動させて男鹿とベル坊のリンクを切り窮地に追い込むが、好機と見るや否や結界装置を破壊して姫ラーの精鋭たち と共に反旗を翻し、聖石矢魔組を勝利に導いた。
2年後が舞台の最終話では、久我山と共に事業を展開している様子が描かれた。
第1回キャラクター人気投票での順位は6位（1200票）。
アニメ版では、先述のように神崎と気が合うシーンが見られる。また、何かとその特徴的なリーゼントを強調する描写も多い。
悪魔の嘶き（デビルズショック）
スタン警棒で相手に120万ボルトにも及ぶ電流を流し込む。アニメ版では、男鹿に敗北した後出力を倍に上げていたことが明かされた（合わせて着用しているセラミック板も更に分厚くしている）他、技のバリエーションが豊富になっている。
悪魔の鞭（デビルズウィップ）
鞭状のスタン警棒で広範囲に電流を流す。

#### 東条関係者
東条とつるんでいる2人組。神崎や姫川を遥かに上回る強さを誇る。基本的に東条を立てるために行動しており、彼が不必要な戦闘をしないで済むように戦う場合が多く、逆に彼の出番には戦闘に手を出す事はしない。
相沢庄次（あいざわ しょうじ）
声 - 高瀬右光
身長：183cm、誕生日：9月11日、血液型O型、星座：おとめ座
石矢魔高校3年。「東条さんの部下その1」を自称する、丸いサングラスを掛けた男。同学年であるものの、東条に敬語を使う。不意打ちとはいえ一撃で男鹿を蹴り飛ばし、「強い」と言わしめたほどの実力者。
第1回キャラクター人気投票での順位は25位（20票）。
陣野かおる（じんの かおる）
声 - 利根健太朗
身長：185cm、誕生日：5月26日、血液型B型、星座：ふたご座
石矢魔高校3年。長髪を後ろで結んで纏めている。寡黙な性格であり、夜まで図書館で受験勉強に励む石矢魔らしからぬ真面目な一面があり、普段は眼鏡を掛けている。東条や六騎聖の静とは中学時代からの付き合い であり、東条には敬語を使わず石矢魔の生徒で唯一彼を「虎」と呼ぶ。
神崎や姫川を一人で倒したり、東条のパンチを片手で受け止める等非常に高い実力を持つ。殺六縁起編では王臣紋を出現させた姫ラー達との闘いで他の聖石矢魔組が倒れる中、夏目と共にかすり傷程度で生き残っていた。相沢との喧嘩の戦績は58勝30敗とリードしており、彼よりも実力は高い模様。
第1回キャラクター人気投票での順位は28位（17票）。

#### 烈怒帝瑠
大森寧々（おおもり ねね）
声 - 高垣彩陽
年齢：16歳、身長：162cm、誕生日：1月14日、血液型：O型、好きなもの：バイク、嫌いなもの：軟弱者、星座：やぎ座
石矢魔高校2年および、一時的に烈怒帝瑠第4代目総長。
赤髪のポニーテールと左目の泣きボクロがトレードマークで、大人びた雰囲気の持ち主。制服の上に特攻服を羽織り、ロングスカートを着用。爪に赤いマニキュアを塗っている。男勝りで喧嘩っ早いため、葵に諌められることが度々ある。逆に、男鹿絡みで妄想に走る葵や些か暴走気味の由加に呆れることもしばしば。やさぐれていた頃に葵に助けられ、それ以来「姐さん」と呼び慕っている。そのため、何があっても彼女を身を挺して守ろうとする。パソコンやゲームに関して全くの素人であり、焔王とのゲーム勝負では狼狽えっぷりを見せた。裕福な家庭に育っており、自身がレディースであることは家族に隠している模様。帰宅の際は、特攻服を脱ぎ、普通の長さのスカートに履き替えている。初代総長の美咲を強く尊敬しており、彼女絡みになると突拍子もない行動をすることもある。
戦闘ではもっぱら鎖を振り回して戦い、男子高校生一人位なら軽々と空中へ持ち上げられる力を持つ。
千秋と共に男鹿を葵から遠ざけようと勝負を挑むが、野良猫と格闘して負けたベル坊がぐずってしまい中断。呆然としていたところをMK5に襲撃され意識不明に陥る。意識が回復した後は屋上へと走り、MK5の妨害に遭いながらも夏目の助けを得て葵の誤解を解き美破の企みを阻止した。その後、半ば強制的に烈怒帝瑠の第4代目総長に就任するが自分の中では葵の脱退を認めておらず、有耶無耶の内に彼女を烈怒帝瑠に引き戻そうとする。しかし、自身は総長としての貫禄を築きつつありファンも現れるようになった。アニメ版では聖マリアン女学院谷百合会との対決を経て、葵に「名実共に立派な4代目総長になった」と評された。
聖石矢魔編以降は古市の扱いにも慣れ、六騎聖とのバレーボール対決時には色仕掛けで半ば強制的に葵と選手交代をさせた。邪険にあしらうことが多いものの心の中では彼のことを認めており、聖セントX'masでは紆余曲折を経て古市とペアを組み出場した。アニメ版では葵の手を煩わせた上に失恋し落ち込んでいる（結果は勘違い）古市に対し、気遣いの素振りを見せていた。
第1回キャラクター人気投票での順位は22位（38票）。
谷村千秋（たにむら ちあき）
声 - 悠木碧
年齢：15歳→16歳、身長：154cm、誕生日：11月7日、血液型：AB型、好きなもの：葵（どういう意味での「好き」かは不明）、嫌いなもの：早起き・バカ、星座：さそり座
石矢魔高校1年。幼い外見をしたおかっぱ頭の少女。葵に憧れて烈怒帝瑠に入団した。寧々と共に行動することが多い。二人の弟とは仲が良く、よく一緒に遊ぶらしい。由加からは「アキチー」と呼ばれている。基本的には無口無表情だが可愛いものに目が無いらしく、葵や寧々の意外な一面や年下の子供らを見ては「カワイイ」と呟いている。加えてアニメ版ではマイペースな一面と少々ズレた好みを持つ。葵に忠誠心を誓い男鹿を敵視する寧々に対し、ベル坊を必死にあやす男鹿を見て「悪い奴じゃないのかも」と評したり、烈怒帝瑠脱退を決意した葵を諌めるどころか制服姿が似合うと褒めたりするなど、直感重視のタイプ。
ミニスカートの下に合計4丁の改造エアガンを隠し持ち、目にも止まらぬ速さで持ち替えての乱れ撃ちを得意とする。弾丸はBB弾やペイント弾など様々。
かなりのゲーマーであり、ゲームのこととなると途端に口数が多くなる。焔王捜索の際には、その技量を如何なく発揮した。また、この一面が明らかになってから以前より多彩な表情を見せるようになった。
葵と寧々の引退後は烈怒帝瑠の5代目総長に就任し、2年後が舞台の最終話では髪を伸ばし、葵の面影を持った姿で登場している。
第1回キャラクター人気投票での順位は18位（128票）。
花澤由加（はなざわ ゆか）
声 - 戸松遥
身長：156cm、誕生日：5月25日、血液型：B型、星座：ふたご座
石矢魔高校1年。オレンジ色の長髪と長いまつ毛が特徴の少女。頭に武器として使える針が仕込まれた花のピン（かんざし）を付けている。一人称は「ウチ」。口癖は「オニ」「パネェ」「〜っス」。主に神崎から「パー子」 と呼ばれ、千秋からは「由加ちー」と呼ばれている。単純かつ調子の良い性格で、常に明るい烈怒帝瑠の元気印であるが、周囲の事をお構いなしに自由奔放な言動を見せる事が度々あり、葵や寧々の頭痛の種になる事もある。頭はあまり良くないが、根は人一倍仲間思いの優しい心の持ち主。また、開放的で人懐っこく、作中の多くの人物にあだ名を付けている。他人の色恋沙汰には強い興味を示すことが多く、他の烈怒帝瑠のメンバーとは異なり葵の男鹿への好意には最初から肯定的だった。
学園祭終了後に出馬と東条の喧嘩現場に遭遇した一件を機に神崎を慕うようになり、何かと彼にくっついて行動する場面が多く見られた。神崎の姪っ子の二葉に対しては小生意気な性格が気に入ったらしく、彼女を非常に可愛がっている。そのため、聖セントX'masでは二葉をサンタに会わせるために神崎とペアを組んで出場した。
殺六縁起編では、藤とサタンとの戦いの最中に左掌に「12」の王臣紋を出現させた。
第1回キャラクター人気投票での順位は16位（237票）。
アニメ版では涼子と共に原作より早い段階（第9話）で初登場している。また、アニメ・小説版では神崎に懐いている事が強調されている。
飛鳥涼子（あすか りょうこ）
声 - 清水彩香
身長：158cm、誕生日：2月24日、血液型：A型、星座：うお座　
石矢魔高校2年。目つきが鋭く金髪で、常にマスクをしているが、マスクを外すと（本編で2度ある）目つきは穏やかになる。由加や薫と一緒にいることが多い。一人称は「オレ」。男勝りかつキツい性格で、敵意を持つ相手への容赦のない発言が目立つ。武器に関してはアニメ版や5代目EDでヨーヨーを使用している。
焔王とのゲーム勝負では聖石矢魔で留守番担当。殺六縁起編では、藤とサタンとの戦いで右掌に「13」の王臣紋を出現させた。アニメ版では、薫と共に自らの出番の少なさに愚痴をこぼす場面が見られた。
梅宮薫（うめみや かおる）
声 - 寿美菜子
身長：167cm、誕生日：3月11日、血液型：B型、星座：うお座
石矢魔高校1年。長身で特攻服を着ている。武器は木刀。寡黙な人物だが、甘いもの好きな一面を持つ。
アニメ版では由加や涼子と異なり、聖石矢魔学園祭後も長らく登場していなかったが、5代目EDへの先行登場を経て第51話で初登場した。
蛇崎綾子（へびさき あやこ）
番外編に登場。男鹿達の1学年後輩で、烈怒帝瑠の1年のまとめ役を務める少女。「メジャースネイク蛇子」の異名を持ち、相手をメジャーで締め上げる戦法を取る。指導係の由加の影響により、軽い言動が目立つ。
自身と男鹿の名前に共通点を見出したことがきっかけで彼に好意を抱き、唐突に告白する。それ以降男鹿に対して執拗なアプローチを続けるが、自身に決闘を挑んできたと勘違いした男鹿に投げ飛ばされたことで、彼にまったく相手にされなかったとショックを受ける。同時に鈍感な男鹿に2年間も告白できずにいた葵に同情し、彼女の恋を後押しする。

##### 烈怒帝瑠過去メンバー
男鹿美咲（おが みさき）
#男鹿美咲を参照。
糸井雫（いとい しずく）
烈怒帝瑠初期メンバー。当時小学生だった古市にきわどい挨拶をした。アニメ版でヒルダ役を担当した伊藤静、及び彼女が書き残した落書きがモデル。
春香（はるか）
烈怒帝瑠初期メンバー。特攻服ではなく着物を着ている。男鹿を「たっくん」と呼ぶ。アニメ版で静役を担当した池澤春菜、及び彼女が書き残した落書きがモデル。
鳳城林檎（ほうじょう りんご）
#鳳城林檎を参照。彼女の部下達は#魔女狩学園組関係者を参照。

#### 神崎関係者
神崎に付き従う人物達。
城山猛（しろやま たけし）
声 - 乃村健次
年齢：17歳、身長：206cm、誕生日：1月23日、血液型：A型、星座：みずがめ座
石矢魔高校3年。三つ編みが特徴の大男。5人兄弟で長男。夏目から「城ちゃん」と呼ばれている。真面目な性格で、男鹿の家を訪れた際は夜間で迷惑をかけないかと気にしたり、神崎と姫川の男鹿への共闘の申し入れを陰で取り持ったりと良識のある人物で、作者曰く「石矢魔の良心」。かなりの機械オンチであり、携帯電話を所持していない。
神崎の片腕として忠誠を誓っていたが、元々平和的な性分であることや男鹿に瞬殺されたことで、神崎にはあっさり見捨てられてしまう。しかし神崎が倒れた後も、彼についていくと決意を固め、神崎もそのことを水に流しており、退院後は城山を信頼している。
アニメ版では神崎への思いが強調されており、それ故の事件（変質者扱いされ、2回警察に補導された）も起こした。姫川から神崎につき従っている理由を効かれた際には「長くなる…今は言いたくない」と語っている。小説版では、神崎に優しくされる由加に嫉妬する場面もあった。
アニメ版のお正月スペシャルでは、村人全員が城山顔という「城山村」が登場した。
夏目慎太郎（なつめ しんたろう）
声 - 小野大輔（JSAT'10・VOMIC第2弾） / 岸尾だいすけ（テレビアニメ）
年齢：17歳→18歳、身長：181cm、誕生日：8月2日、血液型：O型、星座：しし座
石矢魔高校3年。ドラッグストアでバイトをしている。
紫色のロン毛が特徴の青年。常に飄々としており、落ち着いた性格。自分が興味を持っているものの邪魔をする人間に対しては徹底的に制裁を加える冷徹な一面を持ち、更にアニメ版では腹黒い一面も持つ。反面、自分に興味を持っているものに味方する人間に対しては協力的で、「本気はキャラじゃない」と語る謎の多い人物。石矢魔高校全壊の際も彼だけは無傷だった。作者曰く「結構男気はある」らしく、仲間が傷つけられた時には普段の笑みを消し、真剣な表情を見せる。頭が良く知識も豊富で、常識人としての感性も持っている。普段は周囲で巻き起こる騒ぎを遠巻きに眺めて楽しんでいるが、状況に応じてツッコミに回ることもある。
蹴り技を得意とし、その実力は神崎を軽く上回る所か相沢や陣野をも凌ぐ。鬼束曰く「その強さは東条クラス」で、かつて東条に一度も引かなかったといわれる彼のパンチを片手で受け止め、跪かせている。殺六縁起編では王臣紋を出現させた姫ラー達との闘いで他の聖石矢魔組が倒れる中、陣野と共にかすり傷程度で生き残っていた。また、男鹿と藤の戦いの最中に右手の甲に「7」の王臣紋を出現させている。
神崎の片腕だが彼が男鹿に倒されてからは男鹿に興味を持ち、入院中の神崎や姫川に発破を掛けたり男鹿に石矢魔の事情を伝えたりした。1年の頃は本人曰く「とがっていた」らしく、神崎とも拳を交えたことがあるらしい。
第1回キャラクター人気投票での順位は10位（793票）。

### 2年連合
石矢魔の2年の内、異名を持つ4人。石矢魔高校全壊後、聖石矢魔高校に転校した。アニメ版ではよく登場しており、共に行動する事が多い。
真田兄弟（さなだきょうだい）
声 - 丹沢晃之（竜一）、樋口智透（竜二）
「石矢魔の双頭竜」の異名を持つ、緑色の髪が特徴の不良兄弟。
舌にピアスをしているのが「敵刺すチェーンソー使い」の異名を持つ兄の竜一（りゅういち）、眼鏡をかけているのが「ナイフ使い」（アニメ版では電動ドリル使い）の異名を持つ弟の竜二（りゅうじ）。
2人揃って男鹿とベル坊のコンビに瞬殺される。六騎聖とのバレーボール対決では、城山と共に応援団として駆けつける。
阿倍（あべ）
声 - 近藤隆幸
「キラーマシーン」の異名を持つ。
スキンヘッドと傷だらけの顔が特徴の大男。初登場時、下川と共に男鹿に瞬殺される。その後もギャラリーに混ざることが多々ある。
アニメ版では第1話から登場し、真田兄弟や下川と共に憎めないキャラになっている。さらにどスケベという設定も加わり、第6話Bパートでは、魔界の薬箱（声 - 中司ゆう花）の呪いで男鹿と共に別の番組に出てきそうなナース服を着せられた古市に惚れては男鹿に踏まれて酷い目に遭わされたり、第8話では千秋のスカートを覗き見して改造水鉄砲で撃たれたりしていた。
下川（しもかわ）
声 - 高橋英則
身長：ざっくり180cm
「グッドナイト」の異名を持つナルシスト。
紫のスーツを着ており、「キモ川」と呼ばれる事もある。「グッナイ」が口癖。葵に惚れているが、本人からは嫌われている。初登場時は男鹿に瞬殺され、東条編でも寧々に瞬殺された。聖石矢魔編ではMK5と共にバレーボールのチームを組んで男鹿達に挑むが、あっさり負けた。バレーボール対決以降はMK5と仲が良く、彼らと一緒によく登場する。また、阿部や真田兄弟と比べると圧倒的に出番が多く、殺六縁起編では聖石矢魔組の中心メンバー以外で唯一無事だった。
第1回キャラクター人気投票での順位は21位（44票）。
アニメ版では「good night」の綴りを間違えて覚えており、1回目は「good nait」、二回目は「good naito」になっていた。

### MK5とその関係者
MK5（エムケーファイブ）
他の石矢魔の不良も決して近付こうとしない「マ（M）ジで空（K）気読めない5（5）人組」。全員留年しているため現在高校5年生だが、最終話にて無事卒業した。全員ネクタイを着用している。
ベル坊の哺乳瓶を壊す形で男鹿に奇襲をかけるが、ベル坊の哺乳瓶を壊したことで、男鹿の逆襲にあい、碇は男鹿に、他のメンバーはベル坊を攻撃した事で激怒したヒルダに理不尽にキャラ紹介をされながら瞬殺される。その後、寧々と千秋を襲い男鹿と葵を同士討ちさせようと企むが、碇は再び男鹿に倒され他のメンバーも駆けつけた寧々に止めを刺そうとするが助太刀に来た夏目に倒された。東条の部下を名乗って男鹿の前に立ち塞がった時も千秋に瞬殺されてしまった。
聖石矢魔編では下川とセットになることが多かったが、彼共々三木とアレックスに倒され、バレーボールの練習の際にも男鹿達退学組に瞬殺される。後に魔界のティッシュを手に入れた古市にも瞬殺され、殺六縁起編では倒される場面すら描かれず既に瞬殺されているなど、登場する度に瞬殺される速度が増している。
第1回キャラクター人気投票での順位は28位（17票）。
碇 （いかり）
声 - 須藤翔
MK5のリーダー格で、メンバーの中では一番背が低い。左耳に安全ピンをつけている。名前の由来はザ・ドリフターズのいかりや長介。
嶋村 （しまむら）
声 - 樋口智透
右目下のハートマークのペイントが特徴。名前の由来は志村けん。
中田 （なかた）
声 - 佳月大人
長身の男。ベレー帽と眼鏡を着用している。名前の由来は仲本工事。
茶籐 （ちゃとう）
声 - 中川慶一
スキンヘッドの男。傷を縫ったような跡がある。嶋村のハートマークのペイントを描いている。名前の由来は加藤茶。
武宇 （ブー）
声 - 丹沢晃之
長髪長身の男。サングラスをかけている。名前の由来は高木ブー。

美破（みわ）
声 - 藤井啓輔
MK5を従えるオカマの不良。
葵を敵視し、彼女を倒し石矢魔の真のクイーンになろうとしている。男鹿の仕業に見せかけて寧々と千秋に不意打ちをかけ、男鹿と葵を同士討ちさせようと企んだ。真相を知った葵を自ら始末しようとした直後、男鹿によって石畳に頭を数回に渡って叩きつけられ、最終的に上半身を減り込ませられた。アニメ版では、際どい女性用の水着を着ていた。

### 石矢魔殺六縁起
藤（ふじ）
元神曲高校組ヘッド。1年。「殺六縁起・三怪」の一人。ルーキー史上最強と言われている。
金色の長髪が特徴。当初は周囲の人々を見境なく石に変えてしまう等冷酷な一面を見せていたが、根はフランクな性格。元は引きこもりだったらしく、人と話すのが怖くてネットばかりやっていたらしい。
過去に早乙女に紋章術を習った「紋章使い（スペルマスター）」で、鷹宮と共に男鹿の兄弟子に当たる。大魔王に匹敵する七大罪の大悪魔・サタンと契約している。男鹿とベル坊と同じようにサタンと融合することができ、融合時は翼が生えた黒いコートを身に纏い、角が生え額に第三の眼がある姿をしている。
ヨハンからベル坊が覚醒した話を聞き、外に出てくるが、「周りがうるさい」という理由で町中の人間を石に変える。ベル坊とのリンクを切った男鹿や殺六縁起の5人を圧倒する実力を発揮し、男鹿がベル坊を呼び戻した事でサタンと融合して本気を出すが、仲間から力を集めた男鹿とベル坊の「魔王大爆殺『終』」の前に敗北する。
最終回では、男鹿と共に魔界に行っていたが早乙女に「卒業式には出ろ」と言われて鷹宮と共に人間界に戻り、彼と共に無精髭を生やした姿で現れた。 
サタン
「七大罪」の一人。藤と契約している悪魔。
オールバックの髪型で、端正な顔立ちをした青年のような容姿をしている。黒いコートを着ている。かつて大魔王と魔界を2分して争ったといわれる悪魔。大魔王に相当な恨みがあるらしく、息子のベル坊が現れた際には額の第三の眼が開き、口調も荒くなっていた。
他の悪魔を遥かに上回る強力な魔力を持ち、その力は次元転送悪魔の感知を邪魔するほど。黒い霧を発生させそれに触れたものを石化させる能力を持つ。周囲の建物を跡形もなく消し飛ばすことも出来、魔力を遮断する結界をいとも容易く通りぬけることも可能。
男鹿がベル坊を呼び戻した事で本気を出して藤と融合し、激戦を繰り広げるが、仲間から力を集めた男鹿の前に敗北する。

鷹宮忍（たかみや しのぶ）
年齢：16歳、身長：180cm、誕生日：2月2日
元堕天高校組ヘッド。1年。「殺六縁起・三怪」の一人。異名は「帝王」。
普段は普通の地味な男子生徒のような風貌だが、戦闘時には黒髪をオールバックにする。両耳に大量のピアスを付けており、左こめかみに傷がある（髪をおろしている時は隠れている）。殺六縁起の中でも巨大勢力のトップであるが、不良嫌いである。王臣紋に関しては、数字の大小に意味は無く使えるか使えないかの問題と考えている。
12歳の頃に早乙女に紋章術を習った「紋章使い」。七大罪の大悪魔・ルシファーと契約しており、生身の実力だけでもヘカドスが完全に憑依した古市を圧倒し、ベヘモット34柱師団の柱将4人を瞬殺するほど強い。また、男鹿の「魔法の烙印」を無効化する等紋章術に関しても未知の力を持ち、男鹿よりも魔力や紋章の使い方が上手い(早乙女曰く、男鹿が一週間かけて習得したことを半日で習得するほど呑み込みが早かったらしい)。
12歳時は内気で大人しい性格であり、友達もいなかった模様。父が連れてきたルシファーにとり憑かれ、以降は彼女のために父や祖母に会うことも出来ず、早乙女に会うまでは暗い納屋の中で生活していた。中学3年間と高校1年の1学期までイギリスに留学しており、帰国後、石矢魔勢と堕天高校の不良との抗争を僅か1日で制圧して人望を得る。
男鹿との戦いでは、ルシファーの力で古市の魂を奪い、それを自身の王臣達に分け与えて総力戦となる。両者譲らない死闘を繰り広げるが、最終的には互いに悪魔抜きでの壮絶な一騎討ちの末、自力の差で敗れる。
ルシファー
「七大罪」の一人。鷹宮と契約している悪魔。
ドレスを着た少女の人形のような外見をしており、全く喋らない。かつては大魔王と魔界を分けて争った反逆の王で、早乙女曰く「大悪魔中の大悪魔」。
桁違いの魔力の持ち主で、200人以上の人間に王臣紋を与えるほど。手を動かすことで相手を引き寄せたり、相手の魂を抜き取って切り分けたりする能力を持つ。
元はとある城で眠っていたが、鷹宮の父に発見された。当時12歳だった鷹宮に触れられたことで目を覚まし、彼にとり憑いて鷹宮の父に重傷を負わせた。鷹宮が男鹿に敗北した後、ヨハンから鷹宮を庇って負傷し、同時に初めて口を開いて彼への想いを伝えた。

奈須洋平（なす ようへい）
年齢：15歳、身長：181cm、誕生日：3月15日
元騒霊高校組ヘッド。1年。「殺六縁起・三怪」の一人。異名は「ぶっとび茄子」（自称）。騒霊高校組のバンドではバンマスを担当している。
逆立った金髪を持つ細身の男。飄々とした掴み所の無い言動を取るが、逆上すると口調が乱暴になる。相手を呼ぶ時はよく「○○っちゃん」 という呼び名を用いる。時折語尾に「○○ナリ〜」と付ける。昔大好きだったドラマに出てくる不良に憧れて石矢魔に入学した。
騒霊高校にいた頃にソロモン商会から悪魔の力を借り受ける形で契約した「紋章使い」で、左胸に紋章がある（本気で戦う時はこの紋章が全身に広がる）。首に壁の一部が減り込んだ状態で神崎を一撃で倒した他、赤星と市川の2人を圧倒し、男鹿を天井に減り込ませる程の実力の持ち主。
悪魔と契約した後に騒霊勢と石矢魔勢の抗争をまとめ上げ、リーダーの位置に就いた。石矢魔高校の新校舎完成後、自分の王臣達を率いて聖石矢魔組を潰そうと考え、ソロモン商会の目的でベル坊を男鹿から奪おうと画策する。しかし、王臣紋を出現させた神崎に王臣達を倒され、自身も男鹿に圧倒される。ヨハンに魔力を注入されて「ドッペルゲンガー」を生み出し再度男鹿に襲い掛かるも、最後は本気を出した男鹿の暗黒武闘と「お父さんスイッチ」の前に敗北。自身を含めた「ドッペルゲンガー」全員を天井に「ダ」の文字の形に減り込まされた。
縛紋（ばくもん）
相手の足元に紋章を展開し、動きを封じる。本人曰く「紋章術の中でも初歩の初歩」らしい。
開紋加速（スペルゲートブースト）
自身の前方に展開した3つの紋章を潜り、スピードを上げて相手に突っ込む。
ドッペルゲンガー
奈須と契約した悪魔が持つ能力で、自身と同じ力を持つ分身を多数生み出す。自分の王臣達の分身も作れる。なお、使用者本人が倒されると溶けて無くなる。

赤星貫九郎（あかぼし かんくろう）
元火炙高校組ヘッド。1年。「殺六縁起・三王」の一人。異名は「皆紅の扇」。
男鹿によく似た容姿・印象 の持ち主。男鹿の事を高く評価しており、彼を倒すのは自分だと豪語している。石矢魔の頂点を取ることを目的としているが、不意打ち等はせず、正々堂々と戦う性格。
ソロモン商会から与えられた七大罪の一人である大悪魔・マモンと契約した「紋章使い」。炎を発生させ、自在に操ることが出来る。
聖石矢魔組と堕天組の戦いの後に男鹿と合流し、打倒ソロモン商会のために彼らと共同戦線を張ることとなる。
作者の短編読切『大宮ジェット』の主人公がモデル。
紅の弾丸（レッドバレッド）
発生させた炎を巨大な拳の形にして相手を焼き貫く。
マモン
「七大罪」の一人。赤星と契約している悪魔。
見た目はひょっとこの面を被り上半身裸という威厳の欠片もない外見である上、金銭に非常に汚い為ラミアや他の悪魔達からはその正体を疑われている。赤星のことを「ダンナ」と呼んでいる。
医者ではないが、対象者の「命の炎」を一時的に再点火し、その者の魂を繋ぎとめることができる。

鳳城林檎（ほうじょう りんご）
年齢：21歳、身長：174cm、誕生日：5月6日、好きなヨガ：トカゲのポーズ
元魔女狩学園組ヘッド。1年。「殺六縁起・三王」の紅一点。異名は「タバコ」。元烈怒帝瑠2代目総長。
容姿端麗なスタイルを持つ妖艶な美女。そのふたつ名の通り煙草を吸っている。その本性は卑怯そのものであり、その性格が災いして2代目総長の座を追われたらしい。初代総長である美咲より年上だが、高校受験で超難関高の受験に失敗し2浪した上に仕方なく石矢魔に入学したため彼女の後輩になった。その後はさらに留年を繰り返しているために未だに1年生のままであり、寧々からは「留年女」と呼ばれている（本人曰く「進級したら負け」）。
ソロモン商会から与えられた悪魔と契約した「紋章使い」。しかし、邦枝との戦いでは彼女の体目的でコマちゃんが魔力を貸していた。それでも一時的とはいえ木刀で葵を圧倒したり、壁を何層にも切り裂いたりとかなりの実力を見せた。
石矢魔の新校舎完成後、奈須との戦いで男鹿と入れ替わったベル坊を人質に取り、葵と対決する。部下を捨て駒にし、寧々や男鹿を攻撃しようとするなど卑劣な戦法を仕掛けるが、王臣紋を出現させた葵の逆襲を受け敗れる。
市川蝦庵（いちかわ えびあん）
元鯖徒高校組ヘッド。1年。「殺六縁起・三王」の一人。異名は「座頭市」。
左目に傷があるスキンヘッドの大柄な男。口に四葉のクローバーを銜えている。情に厚く涙もろい性格をしており、親分肌でもある。大柄な体躯に似合わず、慎重な一面もあるらしい。
ソロモン商会から与えられた悪魔と契約した「紋章使い」で、右手の甲に紋章がある。仕込み杖のようなものを持ち歩いており、驚異的なスピードでの抜刀術を得意とする。
聖石矢魔組と堕天組の戦いの後に赤星と共に男鹿と合流し、ヨハンから男鹿と鷹宮を救った。

#### 神曲高校組関係者
神曲高校王臣
総勢100人存在し、学校に設置された魔力遮断結界発生装置を破壊しようと東条に挑むも、返り討ちにされる。

#### 堕天高校組関係者
八坂攻拳（やさか こうけん）
元堕天組No.1。3年。右手の甲に「1」の王臣紋がある。
額に乗せたサングラスと頬の十字傷が特徴の男。
聖石矢魔組との戦いでは、ルシファーが切り分けた古市の魂を食べた事で緒方・鈴村・内藤と共にパワーアップする。また、その影響か口から古市の顔が出てきて東条のボケに突っ込んだりしていた。一度は東条を追い詰めるが、最終的には彼の底力に敗れる。
緒方春海（おがた はるみ）
元堕天組No.2。3年。右手の甲に「2」の王臣紋がある。
坊主頭の男で、八坂と同じく額にサングラスを乗せている。自分より上の立場の者には新入りでも従う性格。
聖石矢魔組との戦いでは神崎と対峙し、姫川の策で王臣紋の力が消えた彼を一度は圧倒するが、葵の反撃を受けて倒れる。
姫川竜也（ひめかわ たつや）
堕天組現No.3。参謀。#姫川竜也を参照。
宇多川妖憲（うだがわ ようけん）
元堕天組No.4。2年。別名「オブザーバー」。ソロモン商会の一員。
シルクハットにマスクといった古市曰くトランプマンのような風貌をしており、自身を「観察する者」と称している。鷹宮との付き合いは他の堕天組のメンバーより長いらしく、彼のことを「忍君」と呼んでいる。シルクハットの中にステッキを隠し持っており、本気を出せば姫ラー数人を一撃で倒し、姫川からも「強い」と言わしめるほどの実力を発揮する。
鈴村涼音（すずむら すずね）
元堕天組No.5。2年。別名「黒秘書」。
身に纏ったコートと褐色肌が特徴の女性。棒術で戦う。料理が得意らしく、他のメンバーにご馳走を振舞っていた。
聖石矢魔組との戦いでは葵と対峙し、地の利とリーチの差を活かして彼女を追い詰めるが、王臣紋の力を纏った「無刀 撫子」を受けて敗北する。
内藤サリー（ないとう サリー）
元堕天組No.6で特攻隊長。2年。別名「ケンカ大将」。
ヘアバンドを付けた細身の男。額に傷を持ち、鷹宮との共通点であるこれを誇りに思っている。信条の違いから、姫川のことを快く思っていない。
聖石矢魔組との戦いでは、古市の魂を食べた後に八坂と共に東条と遭遇。一時は彼を圧倒するが、既に王臣紋を出現させていた東条に校舎の外まで殴り飛ばされ倒された。また、八坂と同じく口から古市の顔が出てきて東条のボケに対して突っ込んでいた。
月島零遠（つきしま れおん）
元堕天組No.7。1年。別名「サイキック」。右腕に「7」の王臣紋がある。
長髪をポニーテールで纏めており、帽子で目元を隠している。嫌味な性格で、仲間・敵を問わず相手を見下す言動が目立つ。
魔界のティッシュでヘカドスと融合した古市に敗北する。
灰色の羅針盤（イリーガルルーレット）
手の上に特殊な羅針盤を展開し、スピードを上げながら相手を攻撃する。

猪熊八段（いのくま はちだん）
元堕天組No.8。3年。別名「レッドブル」。左こめかみに「8」の王臣紋がある。
高校生にしては異様に老けた顔が特徴の大男 で、年寄りのような話し方をする。他のメンバーからは「ブル」と呼ばれている。
古市を拉致した際には脱走した彼を投げ飛ばしたが、ヘカドスと融合した彼の前に返り討ちに遭う。
毒島勇（ぶすじま いさみ）
堕天組元No.3。3年。右頬に「9」の王臣紋がある。
マスクを着けた大柄な男。以前は参謀でNo.3だったが、姫川が自分を追い落として堕天組のNo.3となった上に参謀の地位に就いたことに納得していない。
男鹿を呼び出すために拉致してきた古市を一方的に痛めつけるが、ヘカドスと融合した彼の前に見せ場も無く瞬殺された。

#### 騒霊高校組関係者
鬼束みさお（おにづか みさお）
元騒霊高校組。3年。別名「暴走トレイラー」。ピアノ担当だが、腕前は陣野曰く「ゲロ下手」。右腕に「1」の王臣紋がある。
鑑別所帰りの大男でドレッドヘアが特徴。かつては3年になるまで東条に一歩も引かなかった実力者で、東邦神姫の「姫」は最初「鬼」であったらしい。
初登場時に自分に向かってきた城山を倒すも、夏目には簡単に跪かされた。その後、美術室に乗り込んできた神崎を圧倒するが、王臣紋を出現させた彼の前に他の王臣共々倒され、「（東邦神姫は）テメェじゃ役不足だ」と言われた。
亀山誠次（かめやま せいじ）
元騒霊高校組。3年。別名「アクオス」。ベース担当。胸元に「2」の王臣紋がある。
背中に兎と亀の絵が描かれた革ジャンを着ている男。戦闘時にはベースのピックを飛ばして相手を攻撃する。
日野照臣（ひの てるおみ）
元騒霊高校組。2年。別名「パックマン」。ペット担当。首筋に「3」の王臣紋がある。
帽子を被り常に仮面を付けているが、素顔は神崎曰く「ザコ顔」。また、背中に「ぱっしょんふるーつ」の文字と奇妙な兎の絵が描かれたパーカーを着用している。戦闘時にはトランペットから衝撃波を出して攻撃する。
神崎を「弱い」「ザコ」と罵り見下していたが、彼の踵落としで仮面を割られて倒された。
塩入泰造（しおいり たいぞう）
元騒霊高校組。3年。別名「クマさん」。太鼓担当。額に「4」の王臣紋がある。
騒霊組の中では鬼束に次ぐ大男で恰幅の良い体型をしている。色眼鏡とサスペンダーが特徴。
最初の奈須と男鹿の戦闘の際に神崎を背後から襲い、彼を庇った城山を負傷させる。美術室に乗り込んできた神崎に城山の仇と真っ先に攻撃され一度は圧倒するが、王臣紋を出現させた彼に敗れる。

#### 火炙高校組関係者
灰沢涼（はいざわ りょう）
元火炙高校組ナンバー2。3年。
ニット帽を被った青年。東条クラスの強さの夏目を警戒している。聖石矢魔組と堕天組の戦いが終結した後は、藤の動向を探っている。
茂盛滋（しげもり しげる）
元火炙高校組ナンバー3。2年。
アフロヘアが特徴で、首からヘッドホンを下げている。

#### 魔女狩学園組関係者

##### 真正烈怒帝瑠→偽 烈怒帝瑠
阿蛇里麻綾（アジャリ まあや）
元魔女狩学園組。真正烈怒帝瑠副ヘッド。3年。
モヒカン風の髪型が特徴の女性。木刀を武器に持つ。
寧々達を倒し人質として鳳城の前に連れてくるが、彼女が葵に倒された後は降参し影宮や他のメンバー共々葵の前で土下座をしていた。
影宮雪乃（かげみや ゆきの）
元魔女狩学園組。真正烈怒帝瑠参謀。3年。
長髪で口紅をつけている。カッターナイフを武器に持つ。

#### 鯖徒高校組関係者
茶坊総謙（ちゃぼう そうけん）
元鯖徒高校組副ヘッド。3年。別名「チャボ」。両頬に傷がある。
梶浦鉄人（かじうら てつひと）
元鯖徒高校組参謀。3年。別名「バヤリース」。
サングラスが特徴。市川を下の名前で呼んでいる。

### その他の石矢魔関係者
アシッド鈴木（アシッドすずき）
声 - 立岡耕造
「チームカラス」のリーダー。姫川が一人の時を狙って奇襲をかけるが、既に姫川に買収されていた仲間達に裏切られ倒れる。その後は姫川の部下となるが、彼の意にそぐわない行動をしたために制裁を受ける。小説第三弾でモブキャラとして集められ古市と再会するも、互いに忘れていた。
石矢魔高校校長
髭と眼鏡が特徴。かなり無口で、不良達が暴れている日常茶飯事に黙々と花壇の水遣りや落書きを消したりしている。アニメ版では愛校心の強さが詳しく描写され、生徒から親しまれている。
原作最終回に登場するが、アニメ版とは容姿が異なる。

## 聖石矢魔学園

### 六騎聖
出馬要（いずま かなめ）
声 - 福田賢二
年齢：17歳、身長：189cm、誕生日：1月4日、血液型：不明、星座：やぎ座
聖石矢魔学園生徒会長兼空手部主将。3年。「六騎聖」最強の男。
眼鏡を掛けており、関西弁で喋る。普段は飄々と振る舞うが、どこか得体の知れない一面の持ち主。奈良県出身で現在は一人暮らし。三木の師にして「出馬八神流」十六代目当主。最強の一角を担う東条と互角に渡り合うほどの実力と圧倒的なカリスマ性を持ち、静以外の六騎聖は彼に頭が上がらない。その静に対しては特別な感情を抱いている節があり、積極的にアプローチをかけているが全く相手にされずあしらわれている。
実は悪魔の子孫（ナーガ曰く「追放された下級悪魔の子孫」）であり、以前居た奈良の学校で悪魔の力を使ってしまい居場所を失っていたところを石動に拾われ、高2の時に聖石矢魔に編入してきた。しかし悪魔の血をほんの僅かしか受け継いでおらず、本来の悪魔に比べるとかなり劣る。そのため、悪魔の力を出した時は東条を凌駕したがベヘモット34柱師団のグラフェルには全く手が出なかった。男鹿のことを自分と同じ境遇にあると気にかけており、彼を守るために石動の警告を無視してまでグラフェル達を止めようとした。
第1回キャラクター人気投票での順位は19位（121票）。
出馬八神流

七海静（ななみ しずか）
声 - 池澤春菜
年齢：18歳、身長：166cm、誕生日：8月16日、血液型：A型、星座：しし座
聖石矢魔学園生徒会副会長兼弓道部主将（学園祭終了後、引退）。3年。「六騎聖」の紅一点で、通称静御前。襟の表にはイルカのピンを付けている。
スタイル抜群の美女で、髪の数か所をピンで留めている。大人びた性格で、喧嘩っ早い周りの男子達に呆れることもしばしば。実家は整骨院を経営しており、静自身もその心得がある。東条や陣野とは古くからの付き合いで、早乙女とも面識がある。昔馴染みの間ではアイドルのような存在だったらしく、陣野からは「静（しず）ちゃん」と呼ばれている。現在は東条に好意を抱いており、聖セントX'masなどのイベントを利用してさり気なくアプローチしている。当の本人には全く気付かれていないが余裕を持ってドッシリと構えており、その一方で出馬からのアプローチは躱し続けている。
学園祭終了後、東条の頼みを聞いて出馬との喧嘩をセッティングし、その喧嘩の際に出馬の正体を知る。
アニメ版では原作に先駆けて東条との過去について触れられており、幼い頃ケンカで怪我をした東条を静の父親が自宅に連れ帰り手当てしたことを切っ掛けに彼と知り合う。それ以降喧嘩に明け暮れる東条を気に掛けるようになり、次第に仲良くなっていった。早乙女と知り合ったのもこの頃。また、アニメ版においては第52話に単独で登場したりと原作に比べて出番が増えている他、子供染みた行動でグラフェルを攻撃したり、同じ生徒会のメンバーでありながら郷の最近の行動をよく覚えていないなどといったギャグ描写が加えられている。
第1回キャラクター人気投票での順位は20位（75票）。
郷宏道（ごう ひろみち）
声 - 高橋伸也
身長：185cm、誕生日：3月7日、血液型：B型、星座：うお座
アマチュア無線部主将。3年。
右目下の四角いペイントが特徴。初登場時はTシャツにブーツを履いていたが、衣替え後は制服を着ていた。聖石矢魔一凶暴な男と言われるが、普段は至って仲間思いの常識人。夏目が本気ではなかったとは言え一時優勢に立つなど高い身体能力を誇り、ARDFの大会で世界レベルにまで進出している。
アニメ版ではお正月スペシャルに登場できず、古市はおろか同じ六騎聖の静さえ彼の現状をよく知らないなど、何かと存在感の無さを強調されている。更に小説版では、自分自身でも存在感のなさを気にする描写があった。
新庄・アレックス・ロドリゲス・一郎（しんじょう・アレックス・ロドリゲス・いちろう）
声 - 平川大輔
年齢：17歳、身長：172cm、誕生日：7月27日、血液型：AB型、星座：しし座
ボクシング部主将。2年。制服の襟の表にはごはん君に登場するキャラクター・うんこ男爵のピンを付けている。
金髪と白い手袋が特徴。将来の夢はピアニスト。ハーフである容姿のため不良に絡まれ、それを切っ掛けにボクシングを始める。全ての公式試合を一発KOで終わらせ、成績は全国総体2位（以前から出場すると決めていたピアノのコンクールと日付が重なり、決勝戦を棄権したため）。
片言の日本語を話し、自ら天才を名乗るナルシストだが比較的常識人で、男鹿や榊の奇抜な言動にたまらず突っ込みを入れる一幕も。毛嫌いする不良達に対しては「制裁」と称して理不尽な戦闘を仕掛けるものの、子供や一般の生徒に対しては気遣いを見せる。
3年生の引退後、新生徒会長に就任する。
名前の元ネタは順にSHINJO・アレックス・ロドリゲス・イチロー。
榊光輝（さかき みつてる）
声 - 中川慶一
年齢：16歳→17歳、身長：183cm、誕生日：10月17日、血液型：A型、星座：てんびん座
剣道部主将。2年。制服の襟の表には萌え系女子のピンを付けている。
長髪を後ろでまとめている。無表情な上に極端に寡黙で、「萌え」「萎え」「ワロス」といったオタク用語の単語しか発しない。竹光を所持し時速250kmの居合を得意とし、攻撃時以外は目を閉じている。
初対面して以来葵に興味を持ち、何かと陰から彼女を観察している。べへモットの宣戦布告の際、ソドムの姿を目撃した。
三木久也（みき ひさや）
声 - 岡本信彦
年齢：15歳、身長：158cm、誕生日：2月5日、血液型：A型、星座：みずがめ座
1年。制服の襟の表には陰陽魚太極図のピンを付けている。左右の目の下にあるホクロと左頬にある霧矢に負わされた二筋の傷跡が特徴。空手部に所属しており、史上初めて1年生にして六騎聖に選ばれた人物。
教室にバットを持って殴りこんできた神崎を一撃で葬った実力の持ち主。後に葵によって発勁の使い手であることを看破され、彼の体得している武術は八極拳であると指摘されている。高い実力を持つためベル坊の親候補に上げられるも、彼から生理的に無理と拒否された。
男鹿や古市と同じ硬田中学校出身で、カツアゲされていた所を助けてくれた男鹿に憧れていた。しかし、両親の離婚に伴い母の実家がある奈良県に転校する直前に起こったある事件を契機に、男鹿に対して並々ならぬ屈折感情を抱くようになった（男鹿の行動の真意を知っていた古市は「とんでもない逆恨み」だと評している）。奈良で出馬と出会い弟子入りし、出馬が転校した後は彼を追うように聖石矢魔に入学する。
男鹿との再会後は敵愾心剥き出しで絡んで来るも、聖石矢魔学園に霧矢が攻めてきた時に彼が自分と同じ頃に家庭の都合で奈良県に引っ越したことを暴露したため、男鹿の3年前の行動の真実を察した。その後はいつか決着をつけることを約束して男鹿と共闘し、学園祭後は改めて男鹿と仲良くなろうと試みているが、尽く拒否されている。
第1回キャラクター人気投票での順位は12位（662票）。
出馬八神流
崩拳（ほうけん）
独特の震脚動作で生み出される勁力を利用して繰り出す正拳突き。
旋斧脚（せんぶきゃく）
相手の足を取った状態から回し蹴りを放つ。
双打掌（そうだしょう）
両手から同時に掌底を放つ。
双纏手（そうてんしゅ）
「双打掌」の強化版。
冥鶯殺（めいおうさつ）
出馬八神流奥義。踏み込みと同時に強力な一撃を放つ。男鹿との対戦では未完成で技の反動で自分の拳にもダメージを負った。その後、影組との対戦で「真 冥鶯殺（しん めいおうさつ）」を完成させた。

### 一般生徒
山村和也（やまむら かずや）
声 - 浅沼晋太郎
1年。通称カズ。非の打ち所が無い真面目で優秀な生徒だったが不良に憧れを抱き、髪を染めピアスをしている。
帝毛の不良に絡まれていた自分を助けてくれた男鹿に弟子入りし、同学年の男鹿と古市に対して敬語を使う。古市曰く「いつもいいタイミングで現れるミスター解説」。
アニメ版では髪を染める以前の姿が登場し、その姿は模範的な生徒そのものであった。また、梓共々原作より出番が多い。
第1回キャラクター人気投票での順位は25位（20票）。
藤崎梓（ふじさき あずさ）
声 - 日笠陽子
1年。カズの幼馴染。同級生と比べて小柄で、黒髪のツインテールが特徴の少女。
無邪気な性格で天然な言動が多く、男子達を和ませている。反面、本人に悪気はなくとも相手を傷つける言葉を放つことも。カズに倣い、男鹿と古市に敬語を使う。聖石矢魔の文化祭ではメイド姿で張り切っていた。彼女が描いたアランドロンの肖像画は全国コンクールで金賞を受賞しており、絵画の才能がある模様。
アニメ版ではカズに気があるかのような素振りを見せ、原作の聖セントX'masの際には互いに意識しているような描写がある。
仲代（なかだい）、森（もり）、角田（すみだ）
1年。石矢魔の生徒が手を出せないことに付け込み由加と涼子に絡んだが城山に妨害され、詫びに殴らせると言った城山にダンベルを投げつけた。もう一度石矢魔の生徒に危害を加えようと計画を立てていたが、城山の仇を撃ちに来た神崎に睨まれ、失禁した。その後処罰の対象となり、それぞれ2週間の停学処分になる。最初にダンベルを投げたのは鴨川（かもがわ）という生徒だが、木戸の話では彼の名前は出てこなかった。
古奈多依子（ふるな たえこ）
声 - 吉田奈央（読売テレビアナウンサー）
放送部。石矢魔対六騎聖のバレーボール対決や、聖セントX'masにて司会進行を務めた。
畑山（はたけやま）
声 - 中川慶一
元バレーボール部。六騎聖のバレーボールの練習相手になったものの全く歯が立たず、そのショックで（アニメ版では単なるキャラ作りで）猫の着ぐるみを着るようになった。石矢魔対六騎聖のバレーボール対決では解説を務めたものの、喋り方が全く統一されておらずキャラが安定しないため、古奈から「絡みづらい」と言われた。

### 教師
佐渡原巧（さどはら たくみ）
声 - 佳月大人
年齢：27歳
男鹿達石矢魔の不良メンバーの担任になった男。バツイチの独身。
初日から男鹿達をいびろうとするも、全て返り討ちに遭う。以降はしばらく病欠し、クラスも自習が続いた。初めは石矢魔の生徒達を厄介者扱いしていたが、バレーボール対決で六騎聖相手に善戦する姿に感動し、彼らを自分の生徒として誇るようになる。しかし早乙女が赴任するまでのつなぎだったため、校長命令により担任を交代させられた。その後は早乙女の代理として特別クラスの出席を取りに来ているが、自分が生徒から教師として見られていないことにはショックを受けている。
アニメ版では、男鹿たちが何か問題を起こしたら退学にしようと目論んでいた。しかし男鹿とベル坊の起こした騒動のとばっちりで世界に数台しかない愛車を失った上、校長に直訴したが受け入れて貰えずノイローゼになるなど悲惨な目に遭う。また、担任が早乙女に交代した時は原作とは違い普通に喜んでいた（自分が教師として見られていないことにショックを受けているのは原作と共通）。学生時代はアームレスリング部に所属していた設定が追加された。
木戸（きど）
声 - 里卓哉
生活指導。（一応）石矢魔の頭である男鹿と葵を呼び出し、石矢魔再生計画を実行させる。
石動源磨（いするぎ げんま）
声 - 里卓哉
聖石矢魔の校長。出馬や男鹿達石矢魔高校の生徒を受け入れ、早乙女を呼び寄せた人物。
早乙女と同様、悪魔や大魔王のことを知っている。べへモットとも因縁があり、彼が聖石矢魔に宣戦布告に来た際に早乙女・一刀斎と共に戦った。戦闘の際には自身の筋肉を発達させ超人的な力を発揮する。
聖セントX'masの優勝特典である「本物のサンタ」の正体は彼。
アニメ版では原作より早い段階で登場している。
早乙女禅十郎（さおとめ ぜんじゅうろう）
声 - 藤真秀
星座：おとめ座
東条の師である男性。東条や静からは「禅さん」と呼ばれている。ヘビースモーカー。石矢魔高校の卒業生であり、石動曰く「伝説の教師」。
バンダナと無精髭が特徴で「くそったれ」が口癖。およそ教師とは思えないような適当な性格でありセクハラ行為をすることもあるが、教師としての責任感は持ち合わせており、親分肌で面倒見が良い。
その正体は悪魔と契約した「紋章使い」（契約したのは男鹿と同じ高校生の頃）。普段は右肩に紋章があるが戦闘時には右手の甲に発現する。その紋章が蠅王紋であることや、フォルカスの「ベル坊一人に肩入れされては困る」という発言から魔界でも特別な立場である模様。戦闘能力は非常に高く、ジャバウォックも彼を「大戦の覇者」と一目置いている。
聖石矢魔学園祭の後に、新任教師として赴任してきた。東条に悪魔との戦い方を教えた後、一刀斎から連絡を受け男鹿の下に行き、初めは抵抗されるも認めさせ修行をつけて男鹿を送り出した。それ以降男鹿の師匠として悪魔の力の使い方を教えつつ、ブラックベル坊の面倒を見ている。悪魔野学園出現後は、神崎・姫川ら石矢魔の男子生徒達に悪魔との戦い方を伝授する。殺六縁起編では古市を助けるため堕天組と戦おうとする男鹿の前に現れ、藤と鷹宮が自分のかつての弟子であること、ルシファーと契約している鷹宮に戦いを挑めば魔界を巻き込む大事態になることを忠告した。
第1回キャラクター人気投票での順位は15位（238票）。
心月流
無刀 撫子（むとう なでしこ）
男鹿が大岩を割ったのに対し崖を真っ二つに割ってみせた。

## 帝毛工業
霧矢令司（きりや れいじ）
声 - 高瀬右光
魔野中出身の不良。「マムシ霧矢」と呼ばれる危険人物。
アフロヘアが特徴。人指し指・中指・薬指の爪が長く鋭利で相手の肉を抉る武器になっている。喧嘩の腕よりも、その通り名の通りに蛇のような執念深さで相手を徹底的に追い詰めることから恐れられている。
3年前、三木の顔に傷をつけた張本人。その後男鹿に手を取られ自らの爪で顔に傷を負わされた。それ以降男鹿を追いかけ回し毎日仲間50人で狙っていたが、家の事情で三木と同じく奈良に引っ越していた。後に帰ってきて男鹿に復讐しようと帝毛の不良と影組を従えて聖石矢魔の体育館に乱入。生徒を人質に取り男鹿を嬲り殺しにしようとするが、烈怒帝瑠や六騎聖の活躍により人質は解放され形勢が逆転し、男鹿と三木により影組が倒され自らは最後に男鹿の「魔王の咆哮」を喰らい撃沈。人の域から外れた絶対に触れてはいけない何かを男鹿から感じ取り、その恐怖から錯乱しシューベルトの『魔王』の歌詞を頭の中で歌いながら逃げ帰った。

### 影組
三鏡考太郎（みかがみ こうたろう）
声 - 樋口智透
別名「羅刹」。アクセサリーを大量に身につけており、女好き。一人だけスキンヘッドを主張する。
十六烈破（じゅうろくれっぱ）
パンチを16発放つ。

鬼塚雲昇（おにづか うんしょう）
声 - 丹沢晃之
別名「仁王」。落ち着いた性格。その名に違わぬ巨漢であり、体格を生かした戦い方をする。
鬼岩猛突（デストレイラー）
その巨体で体当たりを繰り出す。

黒木光星（くろき こうせい）
声 - 河西健吾
別名「阿修羅」。真面目な性格。三節棍の使い手。敵味方の区別なく敬語で話す。
出崎巧（でざき たくみ）
声 - 高橋伸也
別名「弁天」。眼鏡をかけたオカマ。頭の右側に「女」、左側に「男」という刺青を入れている。三鏡に好意を抱いており、葵に嫉妬している。

## 南珍比良高校
哀場猪蔵（あいば いぞう）
星座：おとめ座
南珍比良高校のトップを務める青年。
短いリーゼントのような髪型をしている。妹の千夜を常に背負っている姿から、男鹿と同じ「子連れ番長」の異名を持つ。最強の不良と名高い東条に憧れを抱いていた。面倒見が良く気さくな性格など不良らしからぬ社交的な一面も持ち、無闇に争いごとを起こさない「紳士」を自称しているが、妹の眠りを妨げる者には一切の容赦はしない。
デコピンで相手を遠くまで吹き飛ばしたり、男鹿や東条を相手に互角の勝負をするほどの実力を持つ。男鹿やヒルダによると彼から「魔力を感じる」らしいが、その実態は葵によって折檻を受けたコマちゃんの腹いせによる魔力の受け渡しだった。
葵に一目惚れし、彼女にアプローチを仕掛ける。コマちゃんの力を借り、葵を懸けた男鹿との一騎討ちに臨むが、コマちゃん諸共パンチで吹き飛ばされ、敗れる。しかし葵への好意は捨てず、次こそは彼女を惚れさせてみせると意気込んだ様子を見せた。聖セントX'masにて再び姿を現し、出馬に代わって葵とコンビを組む。決勝戦では男鹿を圧倒するが、最後は自身の油断が切っ掛けで再び敗れた。
男鹿のことは、彼が適当に名乗ったことが原因で「とんぬら」と呼ぶ。
虎来砲（こらいほう）
男鹿に対抗するために編み出した技。左腕で反動を生み出し、右腕で渾身の一撃を叩き込む。

哀場千夜（あいば ちよ）
年齢：4歳、誕生日：9月14日、星座：おとめ座
哀場の妹。おさげが特徴。一人称は「ちぃ」。哀場のことは「あにじゃ」と呼ぶ。
基本的に敬語口調で話すが少々ませた性格で、気に食わない相手には容赦ない言葉を浴びせる。ベル坊に一目惚れし、彼を巡って二葉と対立する。
重晴（しげはる）
哀場の舎弟の一人である丸刈り頭の男。
水族館で聖石矢魔の女子生徒にちょっかいをかけたため、コマちゃんの力を借りた哀場のデコピンで海まで吹き飛ばされアランドロンに助けられた。

### 南珍比良高校東邦神姫
東山（ひがしやま）
サングラスをかけた小太りの男。
邦彦（くにひこ）
「邦」と書かれたマスクをつけたモヒカン刈りの男。烈怒帝瑠（特に寧々）に憧れており、男鹿と哀場の決着後は彼女達に自分達のメルアドを教えていた。
神谷（かみや）
チェーン付きのピアスを顔の右側に付けている。神崎と決着を着けるために二葉を人質にしたが、部下共々姫川に倒される。男鹿と哀場の決着後、二葉の人馬となってこき使われていた。
姫路（ひめじ）
姫川と同じくリーゼントとアロハシャツが特徴の男。目はつぶら。他の3人とは違い、神崎曰く「（姫川に）激似」とのこと。

## 私立サンマルクス修道学院
久我山潮（くがやま うしお）
年齢：17歳、身長：159cm、誕生日：2月9日、血液型：O型
サンマルクス修道学院の生徒会長 であり、姫川の許嫁。
中性的な美貌を持ち、家庭の事情により幼少期から男として育てられてきたが、本人はその生き方を気に入っている。凛々しい外見と話し方 も相まって、姫川を初め、男鹿やヒルダも当初は彼女を男と認識していた。
姫川とは幼稚園児時代からの付き合いで、小学1年生の時に彼への好意を抱き始めた。姫川のマンションで共に金や物品を賭けてネットゲームに興じる等、中学生までその付き合いは続いた（この頃まで姫川は彼女を男と思っていた）。姫川が石矢魔に転入したため暫く顔を合わせていなかったが、悪魔の肖像の一件で再会したことを機に彼に求婚する。
姫川から悪魔の肖像を奪う際、彼の気を逸らしつつスタンガンで気絶させたり、求婚の際には格闘戦による勝敗で姫川を自分の物にしようとしたりするなど、思慮深い反面行動そのものはむしろ過激である。
2年後が舞台の最終話では、姫川と事業を展開している模様。
タマアンドポチ
大魔王が作り出した具象悪魔の少女。学園地下に保管された悪魔の肖像を守る役割を任されている。自称タマポチ。
人のいる前で立ったまま寝小便をするなど、創造主である大魔王によく似た非常にマイペースな性格の持ち主だが、本人曰く「強さも大魔王に似ている」らしく、三日月型の鎌を武器に持つ。「他人の嫌な所が100倍になって見える」魔言を使う。
自身の魔言で、悪魔の肖像目当てで徒党を組んでやって来た者達全員を同士討ちさせてきた。しかし、互いの嫌な所まで好いている男鹿とベル坊には全く効かず、ベル坊が大魔王の息子と知ると謝罪をして彼らに悪魔の肖像を譲り渡す。彼女がいるのに大魔王が男鹿達に悪魔の肖像を取り返すよう頼んだのは、本人曰く「大魔王に多分忘れられているから」とのこと。

### サンマルクスFCアンダーグラウンド関係者
J・Jエルリック
男鹿に敗れるまではファイトクラブで無敗だったチャンピオン。技巧派で冷静沈着らしいが、男鹿との試合では彼の蹴り一発で倒された。基本的に英語でしか喋らないが、男鹿に負けた時は「無念…」と日本語で喋った。
トミー・バルバロッサ
「かっこいいから」という理由で左目に眼帯を付け、体に鎖を巻いた大男。「北欧のサイクロプス」の異名を持つ。J・Jに勝利した男鹿の前に次のチャレンジャーとして現れたが、彼が試合を放棄したため戦うことは無かった。しかし、地下で悪魔の肖像を取り返す目的を果たした男鹿の「魔王の大晩餐会」状態での強力な電撃をモロに浴びた挙句、気絶している所を男鹿に踏み付けられた。
来来羅来（ライライラライ）
「鼠燕拳」の師範。髭を生やした壮年の男性。悪魔の肖像を持った男鹿の前に爆掌・Y-ルドと共に立ち塞がるが、タマアンドポチの魔言により仲間割れをし、四拳王によって気絶させられた。
爆掌（ばくしょう）
プロレスラーであるスキンヘッドの長身の男。
Y-ルド
「独真流」空手の使い手である道着を着た男。
四拳王（よんけんおう）
ファイトクラブ最強の4人。J・Jや前述の3人よりも強いらしいが、悪魔の肖像に傷を付けようとしたことでヒルダの怒りを買い、4人まとめて倒された。ヒルダからは四人がかりでも葵一人の方が手強いと言われた。

## 登場人物の家族とその関係者

### 男鹿家
それぞれ性格は違えど全員根はお人好しであり、ベル坊やヒルダを家族として受け入れている。
男鹿羊次郎（おが ようじろう）
声 - 丹沢晃之
男鹿姉弟の父。眼鏡をかけている。かなり腰が低く弱気な性格。職業はごく普通のサラリーマン。
必殺技は「スライディング土下座」であり、男鹿家の女性曰く「やり慣れている」らしい。若い頃は息子と瓜二つで、改変後の世界では辰巳に影響されガチムキの逞しい父親になっている。
アニメ版では、原作以上に滑り込みを付けた土下座を行っており、ヒルダの研究対象にまでなっている。また、突然人間界にやって来た大魔王の接待も行なった。他にも、娘と息子に名前があるにも拘らず自身に名前が無いことに不満を持ち、いい名前をつけてくれなど呼び掛けている。
男鹿湘子（おが しょうこ）
声 - 高橋里枝
男鹿姉弟の母。比較的温厚だが、夫に対しては辛辣な言動が多い。自分がベル坊の祖母だということを受け入れている。ヒルダ曰く「息子の素質は母から受け継いだもの」らしい。
若い頃は親戚が呆れる程に自己中心的であったが、辰巳の機転で夫を見直してからは態度を改める。改変後の世界では若々しい姿をしている。
男鹿美咲（おが みさき）
声 - 木下紗華
年齢：19歳、身長：167cm、誕生日：7月27日、血液型：AB型、好きなもの：アイス、嫌いなもの：虫・ゴミ虫、星座：しし座
男鹿辰巳の姉で、元烈怒帝瑠初代総長。大学生。家に居候するヒルダを顎で使っている。辰巳が小学5年生の時には、既に烈怒帝瑠を立ち上げていた。
喧嘩っ早く男勝りな性格。辰巳にとって頭が上がらない唯一の人物であり、紋章使いが召喚した悪魔を一撃で沈黙させるなど規格外の強さを持つ。
母と同じく自分がベル坊の伯母であることを受け入れている。ベル坊が王熱病によって体調不良を起こした時にはてきぱきと指示を出し、弟を叱責した。自分と同じく烈怒帝瑠総長経験者である葵に親しみを抱いている。
マシャハル
湘子のおじ。黒帯所有者であり、他人に殴り掛かられると（本人にその気はなくても）条件反射で殴り返す癖がある。湘子の憧れの人だったが、彼女が結婚してからは口やかましい性格となっており、度々夫婦喧嘩で家出していた湘子に苦言を呈していた。

### 古市家
古市の父
声 - 佳月大人
茶髪。アランドロンが古市家に初めてやって来て自己紹介した際には、驚愕する様子が見られた。アニメ版では、涙もろい一面を見せる。
古市の母
声 - 中司ゆう花
銀髪で、息子によく似ている。父同様、アランドロンに驚愕する様子が見られたが、アニメ版では次第に慣れたようであり、普通に受け入れている。
古市ほのか（ふるいち ほのか）
声 - 清水彩香
年齢：14歳
古市の妹。父や母同様アランドロンに驚愕する様子が見られた（アニメ版ではアランドロンに驚愕する両親とは違って興味津々の様子を見せていた）。物事を現実的に見ることが出来る常識人。アニメ版では、出番が多く、また、女好きが強調されている兄に対して「キモい」と言い放っている。

### 邦枝家
邦枝光太（くにえだ こうた）
声 - 高垣彩陽
葵の歳の離れた弟。熊の帽子を被っている。年の割に少々ませており、腹黒い。
公園でベル坊に勝負を挑まれるも難なく勝利。それ以来ベル坊にライバル心を抱き幾度となく衝突を繰り返してきたが、石矢魔ランドでの一件を経て友情が芽生え、同時に二葉に一目惚れする。
第1回キャラクター人気投票での順位は24位（21票）。
アニメ版ではベル坊と仲良くなるシーンがあり、神崎にも懐いていた。
2年後が舞台の最終話では5歳になり、葵のことを「姉上」と呼んでいる。
邦枝一刀斎（くにえだ いっとうさい）
声 - 岩崎ひろし
年齢：83歳
葵の祖父。心月流現当主。毎朝2時間の鍛錬を欠かさない武術の達人。男鹿や不良達を無傷で取り押さえつける程の腕前を持つ。
実は悪魔の存在を知っており、男鹿と初めて会った時には彼が悪魔の契約者でベル坊が悪魔だと見抜いていた。早乙女とも知り合いで、悪魔の力の使い方を教えるために男鹿を彼の下に向かわせた。一見頑固な性格であるが、男鹿や影組に焼き芋を振る舞ったり、神崎達の修行の際に早乙女から「女子組（烈怒帝瑠）とチェンジしないか」と言われた際には「嫌じゃ」と即答したりする等決して堅い人物ではない。
初登場時は高い潜在能力を持つ男鹿を葵の婿候補に認めた。後に魔二津に修行に来た男鹿達に心月流の基礎である撫子を授ける。べへモットとも因縁があり、彼が聖石矢魔に宣戦布告に来た際には早乙女・石動と共に戦った。
心月流
無刀 撫子（むとう なでしこ）

抜刀術
八式 神薙（かんなぎ）
鞘からわずかに刀を抜き、収めると同時に真一文字の斬撃を繰り出す。刀が抜いた瞬間が見えないほどの速度の居合い。

邦枝忍（くにえだ しのぶ）
葵の母。酔天とは昔馴染みの仲。現在は武者修行に出た夫を探しに出ているため、家には不在。

### 関東恵林気会
神崎武玄（かんざき むげん）
声 - 乃村健次
関東恵林気会の組長。神崎・零の父。孫の二葉を溺愛しているが、本人からは嫌われている。アニメ版では第14話に声のみで登場した。
神崎零（かんざき れい）
神崎の兄。家業を継ぐのが嫌だったために家を飛び出し、エリート商社で働いている。本編には未登場。
神崎二葉（かんざき ふたば）
年齢：4歳、誕生日：2月
神崎一の姪で、零の娘。金髪のツインテールが特徴的。
まだ幼いが周囲を振り回すほどやんちゃな性格で、どんな相手にも物怖じせず尊大な物言いをする。ベル坊を一目見て気に入り、彼を自身の子分扱いしている。神崎と同様に由加との相性がすこぶる良いらしく、修学旅行ですっかり仲良くなった様子。以外にも面倒見が良く、ベル坊や光太から慕われている。また、サンタクロースにプレゼントをお願いしたり、神崎の冗談を真に受けたりするなど年相応な面も見られる。最終回では、少し大きくなった姿で登場した。
ヤス
関東恵林気会の組員の一人。二葉の人馬役として扱われている。

### 姫川財閥
蓮井（はすい）
声 - 河西健吾
姫川の執事を務める好青年。常日頃から彼を陰でサポートしている。
姫川達右衛門（ひめかわ たつえもん）
声 - 荻野晴朗
姫川の祖々父で明治時代の人物。骨董品店で「ベルケン」を見つけたことでお家断絶寸前だった姫川家を立て直した人物。姫川よりもリーゼントが長い。

### 大森家
高級住宅街に住んでいる。
寧々の母
寧々によく似た外見を持つ美人の女性。寧々からは「ママ」と呼ばれている。娘が烈怒帝瑠の一員であることは知らない。
パイン
大森家で飼われている大型犬。

### 谷村家
谷村夏樹（たにむら なつき）
千秋の弟。11歳。
谷村春海（たにむら はるみ）
千秋の弟。6歳。

### 七海家
接骨院を営んでいる。
静の父
接骨院の院長。アニメ版第40話の静の回想場面にて登場。喧嘩で傷ついた東条を自宅で手当てしたり、ボロボロになった彼と静を説教したりしていた。
静の妹と弟達
静の弟（二人）と妹。
長男と次男は生意気な性格だが、静には頭が上がらない。次女は大人しい性格であり、ベル坊達にちょっかいを出す兄弟達を止めていた。東条とは知り合いであり、彼のことを「虎兄ちゃん」と呼んでいる。遊園地でベル坊達と一悶着し、ベル坊の電撃を受けて気絶した。その後、長男と次男はベル坊達に仕返ししようとするが、静の制裁を受けた。

### 鷹宮家
鷹宮の父
ソロモン商会の一員。とある城で発見したルシファーを鷹宮の下に届けたが、覚醒したルシファーに実母や商会のメンバー共々襲われた。その後は意識不明の状態が続いている模様。
鷹宮の祖母
鷹宮の父方の祖母。家を留守にしがちな息子の事を快く思っておらず、彼に代わって鷹宮の面倒を見ていた。

## 魔界

### 魔族関係者
大魔王 / カイゼル・デ・エンペラーナ・ベルゼバブ3世
声 - 高橋広樹
現在の魔界の王であり、ベル坊と焔王の父。「七大罪」の一人で、「蠅の王」の異名を持つ。
緑色の長髪が特徴。凄まじく怠惰でいい加減極まりなく、だらけきった性格で王としての威厳もあまり無い。一方、ベル坊の世話係のヒルダに対して「母親になったつもりで頼む」と声をかける等、器の大きさが垣間見える。隙あらば娯楽に興じる遊び人で、第1話では『ぷよぷよ』をやっていた（アニメ版では携帯ゲーム機をプレイしていた）。
「なんか増えすぎてウザい」という理由で人間を滅ぼそうと思い立ったが、本人曰く「超多忙」のため息子の一人であるベル坊をヒルダに付き添わせて人間界に派遣する。そして、同じ理由かつベル坊による人類滅亡が遅々として進まない（というより、ベル坊を送り出したことをすっかり忘れていた）という理由で、焔王を人間界へ向かわせた。人間を滅ぼそうとした理由は、ソロモン商会のように私欲のために悪魔を使う人間がいたからであり、男鹿がサタンを倒した際にはソロモン商会の本部に現れ、商会トップの老人達に制裁を加えている。
第1回キャラクター人気投票での順位は17位（131票）。
アニメ版では「1ヶ月以上たったから」という理由だけでテストを行ったり、夏休みの宿題を出していながらそのことを忘れていたりとそのいい加減さの描写が際立っている。また、ヒルダに用があると突然男鹿家を訪問し、男鹿の父を振り回した挙句目的を忘れて帰っていった。
アイリス
大魔王の妻で、ベル坊と焔王の母。
車椅子に座った黒髪の女性。心優しい性格の持ち主で、ヒルダも彼女を心から慕っている。七大罪の悪魔全員を抑え込めるほどの力の持ち主であり、その力を欲したソロモン商会に利用される形で協力関係となる。
大魔王との夫婦喧嘩をきっかけに魔界を飛び出し消息不明となっていたが、人間界に留まりながらベル坊を見守り、夫と息子のことを大切に想っていた。ロサンゼルスでベル坊と再会し、大きな成長を遂げた彼の姿に涙を流す。その後は魔界で静養している。
焔王（えんおう）
声 - 木下紗華
ベル坊の兄で、大魔王の息子。魔界の第一王子。なお、「焔王」は成長して襲名する名前であり、本名は不明。
緑色の髪と太い眉毛が特徴の少年。一人称は「余」。尊大かつわがままな性格で、父親と同様いい加減でぐうたらな一面も併せ持つ。ラミアに対し強い好意を抱いており、彼女を「余の嫁」と公言している。ゲームに目がなく自ら「ゲー魔王」を自称しているが、実際は最近のハードに関する知識が全くなく実力もかなり低い。加えて頭も悪く九九もまともに解けない。また、古いギャグを多用しては周囲の冷笑を買っている。ベヘモット34柱師団からは、焔王本人も認めるほどの盲信的な忠誠心を向けられている。
弟と同様（もしくはそれ以上に）かなりの泣き虫で、癇癪を起こした時には周囲を火の海にする。以前魔界で大泣きした時には七日七晩炎が消えず30ほどの街が焼き尽くされた（アニメ版では魔界の海を干上がらせたと説明されている）。その力は人間界では弱まるものの、それでも半径15km位は一瞬で消し炭に出来るらしい。
父の「兄弟仲良く人間を滅ぼせ」という命令で人間界を訪れ、これを機に人間界での生活を堪能しようとする。姫川のマンションで起きた男鹿の戦いのとばっちりでラミアと紛らわしい体勢になった古市を見て激怒し、全面戦争を宣言して一時魔界に帰る。そして悪魔野学園の完成と時を同じくして再び人間界に現れ、石矢魔高校の生徒達の洗脳やヒルダを新たな侍女悪魔とするために誘拐するなど暗躍を始めた。ただし、彼の存在は柱師団が男鹿を抹殺するための口実でしかないことが男鹿自身によって看破されている。ジャバウォックが敗北しても自身の敗北を認めず、負けた柱師団の面々を使えないボンクラと貶し駄々をこねたため、レイミアに叱責される。一度は男鹿の言葉で泣き止みかけたが結局大泣きし、悪魔野学園を火の海にした。その後は約束通り男鹿や古市、ラミアと共にゲームで遊んでいる。
殺六縁起編では、ベル坊が再び人間界の男鹿の下へ赴く際、アイリスの事は自分に任せて人間界に戻るように諭すなど、精神的に成長した様子を見せた。
第1回キャラクター人気投票での順位は13位（543票）。
アニメ版では第26話から第36話に掛けて、イザベラら侍女悪魔3人と共にエキストラとして原作より早く各場面に登場している。
ニコ
原作の最終話に登場した、焔王とベル坊の妹の赤子。
大ババ様
大魔王の母親でベル坊の祖母。男鹿やヒルダも手を焼くほどのわがままな性格で、成長したベル坊の「友情・努力・勝利」が見たいという理由で人間界を訪れ、勝手にベル坊の保育園入園を決めてしまう。自分が所持するプルプル美顔ローラーで男鹿や古市を幼児の姿に変えて保育園を訪れ、一騒動を起こすも、ベル坊と成長させた光太の勝負を見て満足し、魔界へ帰って行った。
フォルカス・ラフマニノフ
声 - 加藤亮夫
元宮廷薬師。
「魔界のブラック・ジャック」と呼ばれるほどの名医だが極度の人間界嫌いのため、人間界にはムームーの体を使って来ている。男鹿家の人々からはペットと認識されている。本人は否定しているが人の心を読む能力がある模様。
魔界では本来の姿で登場している。はっきりとは出ていないが、顔にバッテン傷のついた若い風貌をしている。医師として中立な立場を保っており、「病める者全ての味方」という信条から敵対関係にあるヒルダとベヘモット34柱師団を分け隔てなく治療した。
ラミア
声 - 福原香織
フォルカスの助手を務める少女。
ピンク色の髪が特徴で、服の上にフード付きの白衣を着ている。幼いながら強気で、人間に対しては常に尊大だがフォルカスには頭が上がらない。また、時折年相応の可愛らしい一面も見せ、番外編では「探偵ごっこ」にはまっていた。ヒルダを非常に慕っており、ベル坊が次期魔王になることを応援している。人間界では男鹿家や古市家で世話になっており、「ヒルダの従姉妹」と認識されている。
古市とは行動を共にすることが多く、ぞんざいに扱うことは多いものの彼のことを信頼し大切に思っており、小説版では誕生日を迎えた古市のためにバースデーケーキを作ろうとしていた。焔王からは一方的に好意を寄せられているため彼に苦手意識を抱いており、王族であるにも拘らず高圧的な態度を取っている。
ベヘモット34柱師団が襲来した際には、フォルカスと共に人間界に戻り男鹿とヒルダの手当てをした後、古市と共に焔王を探す事となった。この一件で石矢魔の面々と親交を深め、由加と千秋からは特に可愛がられている。また、由加からは「ラミたん」、神崎からは「ラミ公」とあだ名を付けられる。ネトゲのことは知らなかったが、前に焔王のゲーム相手をしていたので結構上手い。
最終話では、成長した姿で古市達の卒業式に現れている。
第1回キャラクター人気投票での順位は11位（690票）。
名前のモデルはギリシア神話に登場する人物ラミアー。
ムームー
魔界の生物。ラミアも飼っているマスコット的キャラクター。デザインはかなり適当。
焔王の侍女悪魔
焔王に仕え、身の回りの世話をする侍女悪魔の三人組。全員メイド服を着用している。高度な魔力を持つものの、揃いも揃って焔王を溺愛し甘やかしている。人間界にてゲームに現を抜かす焔王を放任し続けた咎でベヘモットの命により全員侍女悪魔をクビにされてしまうが、柱師団の敗北後に撤回される。
イザベラ
声 - 美名
三人の侍女悪魔のリーダー格。眼鏡を掛けている。
冷静沈着でしっかりした性格の持ち主。焔王に好意を持たれているラミアを快く思っていない節があり、ラミアが焔王に対し暴言を口にした時はヨルダ・サテュラと共に殺気を放っていた。ゲームの腕前は常人にはできないテクニックを使いこなすほどで、格闘ゲームで千秋をはじめ石矢魔の面々を全員打ち負かした。侍女悪魔をクビになった後、焔王とヨルダを柱師団から解放するため、サテュラと共に石矢魔メンバーに協力を申し出る。
魔言召喚 トリックアート
本に書かれた絵を一定時間立体化させる。
トリックアート 不可視の彩色（インビジブル）
対象者を透明にする。ゲーム内のキャラクターにも有効。
ヨルダ
声 - 寿美菜子
ヒルダの妹。普段はにこやかに振舞うが、腹黒くサディスティックな本性を持つ。ヒルダを毛嫌いしているものの、イザベラ曰く「二人は侍女悪魔の学校で首席を争い研鑽し合う良きライバルだった」とのこと。
高位の次元転送悪魔 で、空間を切り離して別の次元に隠匿するなどの能力を持つ。その他、風のように瞬時に移動することができ、触れるだけで人間を気絶させる力を持つ。所持しているモップは戦闘時には武器として扱う。
侍女悪魔をクビにされるも、少しでも焔王の側に居たいがために自ら悪魔野学園に残る。その能力を柱師団に良いように利用されてしまうが、ヒルダの機転で脱出し事態を男鹿達に知らせる。ヒルダが記憶喪失になった時は彼女の記憶を取り戻すため協力した。
第1回キャラクター人気投票での順位は14位（362票）。
サテュラ
声 - 小堀友里絵
ボーイッシュな容姿で、かなり露出の多いメイド服を着用している。ストレートな性格の持ち主で、思ったことをそのまま口にする。
魔力使用時に小さな羽が生え、銃を用いた戦いを得意とする。

### ベヘモット34柱師団

#### 団長
ベヘモット
声 - 西村知道
ベヘモット34柱師団の創設者兼初代団長。
眼鏡をかけた小柄な老人の容姿をしているが、ジャバウォックに負けず劣らずの圧倒的な戦闘力の持ち主。失敗を犯した部下に対し寛大な対応をするなど大らかで温情のある性格で、人間に対しても自分の邪魔さえしなければ危害を加えないため、部下からも信頼されている。焔王に対しては彼に色々なことを学んでもらうために学校を作ったり、彼を喜ばせるために石矢魔ランドでの『ごはんくん』のショーに乱入してショーをかき乱したりしており、盲信的なまでに焔王に忠誠を誓う部下達とはまた違った一面を見せている。一方、ジャバウォックを倒した男鹿の実力に興味を示し、バイト中の彼の妨害をしてまで戦闘を仕掛けようとするなど、多少なりともマイペースで好戦的な面も持つ。
初登場時は既に自らの老いを理由に引退し、団長の席を息子であるジャバウォックに譲った。悪魔野学園での戦いでは、ジャバウォックを倒し焔王の大泣きを止めた男鹿を認めて敗北を宣言し、学校を返還する。それ以降男鹿と本気で戦うことを期待しており、石矢魔ランドでの『ごはんくん』のショーや魔界のティッシュによる古市との簡易契約を利用して彼と戦った。殺六縁起編では、サタンの不意討ちを受けて無力化されている。　
ジャバウォック
声 - 山路和弘
ベヘモット34柱師団の2代目団長。ベヘモットの息子。「狂竜」の異名を持つ。
赤髪で唇はやや厚く顔に傷があり、巨体で筋肉質な体型をした男。あまりに凶暴かつ好戦的な性格である故に柱師団から除名されていたが、ベヘモットの命で密かに復帰していた。焔王を「クソガキ」呼ばわりし、「オレは大魔王の息子でも容赦なく殺すぜ」と豪語するなど、他の団員とは違い大魔王や彼の息子達への忠誠心は皆無。人間界に赴く際に直属の柱の3人とは別に魔界から下っ端の兵を連れて来ているが、バジリスク曰く「ガラが悪い」らしい。
ベヘモット34柱師団の団長に恥じない体力と強靭極まりない筋力を併せ持ち、肉弾戦を得意としている。「魔王の大晩餐会」で強化した男鹿を難なく制する程の底知れない実力の持ち主。
悪魔野学園での決戦では、途中まで静観していたものの進展しない状況に痺れを切らし、三人の部下と共にケツァルコアトルのゲーム施設を全て破壊し尽くす。その場を部下に任せ、自身は屋上で男鹿・東条と激突する。持前のパワーで東条を倒し、再び「魔王の大晩餐会」を使った男鹿をも圧倒するが、自我を取り戻した彼の猛攻を受け敗北する。古市が魔界のティッシュを手に入れた際には東条との戦いに呼び出され、彼を撃退した。
名前のモデルは『ジャバウォックの詩』に登場する怪物ジャバウォック。

#### ジャバウォック直属の柱
ルナナ
色黒の女性。ジャバウォックに心酔しており、群れる女を嫌っている。鞭を武器に持つ。
ジャバウォックと共に烈怒帝瑠とサテュラの前に現れ、彼にこの場を任されたことで彼女らと対決する。
名前の由来はブータンで伝承されているルナナの龍。
リンドブルム
細身ながらも筋肉質の長身で、黒い長髪が特徴の男性。好戦的な性格。
神崎達とイザベラの前に現れ、彼らと交戦する。
名前の由来はドイツに伝わる伝説上の飛竜の一種リンドヴルム。
キリン
目に包帯のようなものを巻いている寡黙な男性。トンファーに酷似した武器を持つ。
六騎聖を襲撃するが、ジャバウォックの敗北を悟ると途端に戦意喪失し、敗北を認めた。
名前の由来は中国神話の伝説上の生物麒麟。

#### 柱爵
レイミア
声 - 高垣彩陽
ラミアの母であり、ベヘモット34柱師団の副団長を務める。
フォルカスに対しては娘のラミアを託すなど信頼しているが、彼のどっちつかずの行動には不信感を持っている。ジャバウォックとは旧知の間柄。
悪魔野学園での決戦では戦闘に参加する事は無かったが、男鹿達によって総大将であるジャバウォックが撃破された後、何も努力をせず自身の負けを認めない怠惰な焔王を叱責した。焔王がベル坊を激励して人間界に送り出したことを知った際には彼の成長ぶりを喜んでいた。サタンの覚醒後は他の団員と共に人間界に赴き、古市と契約して藤と交戦し、男鹿と藤との戦いでは王臣紋を発現させた（数字は不明）。
娘のラミアと同じく、名前のモデルはギリシア神話に登場する人物ラミアー。
ナーガ
声 - 白石涼子
水色の髪と瞳を持つ小柄な体格の美少年。冷静沈着で、周りの状況に流されずに淡々と任務を遂行する。
ヒルダですら一目置くほどの実力者であり、「水竜王」の異名の通り、魔力開放時の黒いオーラは龍を模っている。
一度目の襲撃後は、他の二人より階級が高いため牢獄入りは免れた。二度目の襲撃で男鹿に危機感を抱き全力で向かうも、ベル坊と融合した男鹿に敗れた。悪魔野学園での決戦には参加することは無かった。
名前のモデルはインド神話に起源を持つ、蛇神ナーガ。
水燼濁々 蛇竜掌（すいじんだくだく じゃりゅうしょう）
腕から大量の魔力を放出して攻撃する。

バジリスク
声 - 丹沢晃之
巨体で厳つい風貌を持つ武人。常に葉巻を咥えている。一人称は「ワシ」。礼儀正しく潔い性格で、レイミアに気があるらしい。
外見通りのパワーファイターで武器は巨大な斧。右眼は邪眼であり、一定時間のみだが相手の動きを止めることもできる。
悪魔野学園に乗り込んだ男鹿の前に立ちはだかり、彼の実力を認め全力で戦いを挑む。しかしベル坊を戦力と考えていなかったことが仇となり、反撃を喰らい撃沈する。
名前のモデルはヨーロッパの想像上の生物バジリスク。
鋼羅閃斧刃（ごうらせんぷじん）
斧を大きく振り下ろして放つ豪快な一撃。

夜刀（やた）
声 - 佳月大人
柱将・グラフェルの兄。弟とは違い、優しげな容姿をしている。一人称は「私」。真面目な性格で物腰も柔らかいが、独断行動をしたヘカドスらの始末を提案し、グラフェルを「出来の悪い弟」と軽蔑する冷酷非情な一面を持つ。
日本刀を所持し、神速の居合を得意とする。
悪魔野学園での決戦では、応龍と共に東条と対決するが敗北する。
名前のモデルは『常陸国風土記』に登場する蛇神夜刀神。
アニメ版では名前の読みが「やと」になっている。
サラマンダー
声 - 中川慶一
銀色（アニメ版ではオレンジ色）の長髪が特徴の男性。一人称は「僕」「オレ」。常に笑顔だが、その本性は卑怯そのもの。頭の回転が速く、頭脳戦を得意としている。
ヒルダの記憶を消し去り、無理矢理焔王の侍女悪魔にしようと目論む。悪魔野学園での決戦では、自身の能力で男鹿と東条を同士討ちさせようとするが、ラミアからサラマンダーの手の内を聞かされていた彼らの逆襲に遭い、呆気なく倒れる。
名前のモデルは四大元素を司る精霊サラマンダー。
炎の宝物（ロストプロミネンス）
炎で火炙りにした相手の記憶を消滅させる。
催眠炎法（メスメライズ）
周囲に配置した炎によって相手を操り人形にする。
炎の操り人形（フラッシュダンス）
周囲に配置した炎によって限られた空間でルールを設け、特定のリズムで見せることで相手を催眠状態にする。

ヴリトラ
中性的な容姿を持つ女性。本人曰く「低血圧」らしく無表情だが、性格は割と陽気。
悪魔野学園での決戦では、アナンタと共に葵の前に立ち塞がる。
名前のモデルは『リグ・ヴェーダ』等で伝えられる巨大な蛇ヴリトラ。
ケツァルコアトル
声 - 河西健吾
ピエロのような外見をした男。敵味方関係なく敬語で話す。一人称は「私」。敵である男鹿達の行動に歓喜し、彼らが悪魔野学園に攻めてきても平然としている等マイペースで掴み所の無い性格をしているが、部下からの人望は厚い。柱師団の面々からは「ケツァル」、焔王からは「コアトル」の愛称で呼ばれている。
聖石矢魔以外の高校に転校していった石矢魔の生徒達を操り雑兵にし、悪魔野学園に侵入した石矢魔の面々の前に焔王と共に現れ彼らに宣戦布告する。人間界に来て以来すっかりゲームにハマってしまったらしく、悪魔野学園での決戦では男鹿に自作のゲームで自分の部下と勝負させた。
名前のモデルはアステカ神話の文化神・農耕神であるケツァルコアトル。
フィフニール
悪魔野学園で名前のみ登場。
名前のモデルは北欧神話及びドイツ北部のゲルマン神話に登場する竜ファフニール。
応龍（おうりゅう）
三つ編みと陰気な顔が特徴の壮年の男性。
悪魔野学園での決戦にて東条の強さに危機感を抱き、夜刀と共に本気で戦いを挑むが敗北した。
名前のモデルは中国の古書『山海経』の中にあらわれる怪物応龍。
アナンタ
中国風の容姿をした女性。
悪魔野学園での決戦にて姿を現わし、背後からの一撃で葵に膝を付かせた。
名前のモデルはインド神話に登場する蛇アナンタ。

#### 柱将
アギエル
声 - 浅野真澄
ベヘモット34柱師団「第1の柱」。レイミア直属の部下。
眼鏡を掛けた美少女。柱将専用のコートの下にビキニを着用している。普段は陽気な言動が多く、目上の人間の前でトラブルを引き起こしたりと掴み所の無い性格。戦闘狂の気があり、自らの戦いの邪魔をする者にはたとえ味方であろうと容赦なく刃を向ける。一部の団員からは厄介者扱いされており、バジリスクとは仲が悪い。
剣を用いた接近戦を得意とし、その腕前は刀の達人である葵と互角に渡り合うほど。
悪魔野学園に侵入した石矢魔メンバーの前に現れ、その救援に来た葵と交戦。自らに一撃を浴びせた彼女に好意を抱き、以降再戦を望むようになる。他の人間は眼中にないらしく、男鹿の襲撃にも一切興味を示さなかった。そして念願が叶い再び葵と剣を交えるが、あくまで彼女との一対一の決着を望んでいたため他の団員の横槍に興醒めしたのか反旗を翻し、葵と一時共同戦線を張る。戦いの後は他の団員と仲良くザリガニ釣りをしていたため、特にお咎めもなかった様子。その後、魔界のティッシュを手にした古市に召喚され、神崎と姫川をあっさりと倒した。殺六縁起編では潜入操作のために夜の石矢魔高校にラベド・オドネル・クソブラーと共に訪れ、古市の窮地に遭遇し共同戦線を張るが鷹宮に返り討ちにされた。
暗黒剣「ブラッディグレイブ」
剣に魔力を纏わせて攻撃する。

ケモル
ベヘモット34柱師団「第3の柱」。タラコ唇の大柄な男性。悪魔野学園にて東条に戦いを挑むが、一撃で倒される。
ディン
ベヘモット34柱師団「第4の柱」。黒髪のロン毛が特徴で、冷静かつ真面目な性格。太刀を武器にしている。
他の柱将と共に悪魔野学園に乗り込んだ男鹿を攻撃するが、返り討ちにされる。
エリム
ベヘモット34柱師団「第5の柱」。魔法使いのような格好をした幼い少女。
悪魔野学園にて男鹿の前に現れるが、彼女のあまりにも幼稚な戦いぶりに怒った男鹿に怒鳴られ、パミエルに泣きつく。古市が魔界のティッシュを使った際に召喚されるが、戦力外と判断され即契約解除された。
ファバス
声 - 朴璐美
アニメオリジナルキャラクター。ベヘモット34柱師団「第6の柱」。容姿・性格共に狂気に満ち溢れた戦闘狂で、双剣使いの女性。
アニメ版にてナーガ班の二度目の人間界襲撃に同行。東条と戦った後に葵にも迫るが、彼女の新技の前に返り討ちに遭う。
原作では悪魔野学園での決戦にて登場し、ティリエルとの連携で男鹿と葵に迫る。
グラフェル
声 - 高橋英則
ベヘモット34柱師団「第7の柱」。ナーガ直属の部下。柱爵・夜刀の弟。
逆立った黒髪が特徴の男。短気かつ感情的になりやすい性格で、戦闘時には非常に凶暴となる。肉弾戦を得意とし、悪魔の血を引く出馬ですら手も足も出なかった。
二度目の襲撃では捨て身の覚悟で男鹿と対峙するも、ナーガ共々敗れる。
へカドス
声 - 伊藤健太郎
ベヘモット34柱師団「第8の柱」。ナーガ直属の部下。
黒い長髪が特徴の男性。目的のためには卑怯な手段もやってのける冷徹な一面を持つ他、戦闘部族としての誇りからか人間や侍女悪魔を見下すような発言が目立つ。その反面、団員への仲間意識や焔王への忠誠心は本物。傷口から魔力を拡散させる力がある槍を武器に持つ。
男鹿とベル坊が初めて対決した柱師団の悪魔。ベル坊の契約者である男鹿を始末するため人間界に現れる。葵を捕らえ自らの契約者にしようとする芝居を打ち、葵の救出に気を取られたヒルダを後ろから刺して重傷を負わせる。その後も男鹿を圧倒するが、突如現れた早乙女によって形勢が逆転。援護に駆けつけたナーガ・グラフェルと共に反撃を試みるも早乙女の圧倒的な力を前に撤退する。その後魔界にて、独断で男鹿抹殺を狙い失敗したことからグラフェルと共に牢に入れられていた。ベヘモットの「やるんなら最後までやれ」という命令を受け転送玉にて再び人間界に赴くも回復したヒルダに痛手を負わされ、更に修行から戻った男鹿の新技に敗れる。悪魔野学園では失敗の責任を取らされ牢屋に鎖で繋がれていたが、グラフェルと共に悪魔の中で誰よりも男鹿の実力を認めていた。
魔界のティッシュで古市と簡易契約した際には、彼にティッシュの効力と副作用を教えたりするなど良識的な面を見せる。殺六縁起編では堕天組との戦いで古市に魔界のティッシュで再び呼び出され、猪熊・月島・毒島の3人を撃破するが、鷹宮には力及ばず敗北する。
第1回キャラクター人気投票での順位は28位（17票）。
クネ
ベヘモット34柱師団「第10の柱」。ベレー帽のような帽子と口に咥えたタバコが特徴の男性。
悪魔野学園での決戦にて登場するが、ワスボガ諸共男鹿に瞬殺される。
ラベド
ベヘモット34柱師団「第11の柱」。ドレッドヘアとヘッドフォンが特徴の大男で、敬語で話す。ナイフを武器に使う。
悪魔野学園での決戦では男鹿に不意打ちを仕掛けるが全く効かず、反撃に遭い倒れる。
ネバク
ベヘモット34柱師団「第13の柱」。仮面をつけている。ケモルと共に東条に戦いを挑むが、あっさり倒される。
オドネル
声 - 平川大輔
べへモット34柱師団「第14の柱」。顔に包帯を巻き、体を鎖で縛っている小柄な悪魔。豊富な知識を持ち、アギエルとは仲が良い模様。
悪魔野学園の見張りを担当し、石矢魔の面々の前に現れた。
パミエル
ベヘモット34柱師団「第15の柱」。ワイルドな服装をしている女性。自らに泣きついてきたエリムを「ウゼェ」と一蹴する辺り、少々棘のある性格。
悪魔野学園での決戦にて、他の女団員と共に葵と対決する。
スケタリム
ベヘモット34柱師団「第18の柱」。緑色の髪と瞳を持つ美青年。ケツァルコアトルの忠実な部下の一人であり、銃を武器とする。
悪魔野学園の決戦にて、ケツァルコアトル自作のゲームで男鹿と対決するが、姫川のサポートを得た彼に敗北し、凄惨なペナルティ（服が破け全裸になる）を受けた。
ティリエル
ベヘモット34柱師団「第19の柱」。縦ロールの髪型が特徴の巨乳の美少女。他の団員とは異なりコートではなくジャケットを着込み、その下にコルセットやミニスカートを着用し、ニーハイソックスとロングブーツを履いたお嬢様風の服装をしている。二刀流での戦いを得意とする。
その外見とは裏腹にえげつない性格で、女性に本気で手を上げようとはしない男鹿を罵った挙句、そこに付け込み攻撃を仕掛けた。
ウァバム
ベヘモット34柱師団「第20の柱」。巨体で、サングラスをかけた半人半犬の男性。スケタリムと共にケツァルコアトルに仕えている。マフィアを彷彿させるような渋い風貌だがどこか可愛らしさを拭い切れていない感があり、男鹿とベル坊も一目見て彼を気に入った様子だった。
古市に魔界のティッシュで召喚されるが、男鹿に一撃で倒される。
ワスボガ
声 - 内海賢二
アニメオリジナルキャラクター。ベヘモット34柱師団「第21の柱」。色黒の肌で筋骨隆々な体格を持つ男。
アニメ版にてナーガ班の二度目の人間界襲撃にファバスと共に同行。原作のヘカドスに代わる形でヒルダと対峙するも彼女の本気の一撃を喰らい、「我が生涯に一片の悔いなし!」と叫びながら吹き飛ばされた（しかし、台詞とは裏腹にダメージを受けただけで死んだわけではなかった）。
原作では悪魔野学園に乗り込んだ男鹿の前に現れるが、他の柱将と共に軽くあしらわれてしまう。
クソブラー
ベヘモット34柱師団「第22の柱」。小太りの男性。由緒正しき魔界の名家・クソ家の長男で、高慢かつ思慮深い性格だがどこか間抜けな印象の持ち主。
悪魔野学園に乗り込んだ男鹿の前に現れるが、名前を名乗っている最中に唐突に男鹿に殴られ真っ先に倒される。その上男鹿とベル坊に自身の名前を馬鹿にされ、目を覚ました時には殴られたショックで記憶を失い、炎上した悪魔野学園にただ一人取り残されるなど悲惨な目に遭う。古市と男鹿との戦いの際には魔界のティッシュで古市と簡易契約をするが、召喚直後にあっさり倒される。
ユシエル
ベヘモット34柱師団「第23の柱」。左目に眼帯を付けた女性。奇妙な形をした剣を武器に持つ。
悪魔野学園では、男鹿抹殺に失敗したヘカドスとグラフェルの処罰を担当していた。他の柱将と共に男鹿を攻撃するが、武器を破壊されあえなく戦線離脱する。
ゼラ
声 - 村上裕哉
ベヘモット34柱師団「第24の柱」。左頬の辺りにある傷が特徴の男性。アギエル・オドネルと共に悪魔野学園の見張りを担当し、石矢魔の面々の前に現れた。

### その他魔界の住人
アクババ
声 - 高橋里枝 / 高橋研二
ヒルダが従えている巨大な怪鳥。
男鹿を襲おうとしたが、先手必勝の蹴り一発で倒された。飼い慣らされたものは人間が一人乗れる程度の大きさだが、野生の物は非常に巨大で、凶暴である。アニメ版では出番が増えている。
アンジェリカ
声 - 戸松遥
アランドロンの娘。古代の魔獣の研究家であり、町はずれに一人で暮らしている。
アランドロンとはとても似つかない程の美人だが性格は天然。父と同様次元転送悪魔で、その能力を悪用しようとした盗賊団に捕まってしまうが男鹿達に救出された。
アニメ版では父に会うために人間界を訪れる。その際に若干横暴な一面も見せたほか、次元転送の際は父同様身体が二つに割れることが判明した。ベヘモット34柱師団出現後には父の修行の手伝いのために魔二津を訪れており、葵を戦いの場へと送り届ける役割も果たした。
アスラン
魔術に通じた謎の男。別の場所に移動出来る転送玉を複数所持している。長髪で、特に前髪が異常に長い。巨大化したベル坊を片手で持ち上げ、投げ飛ばす程の怪力を持つ。
男鹿と東条の戦いの後に人間界に表れ、崩壊した石矢魔高校を目の当たりにしたことで男鹿の契約者としての能力に危機感を抱く。その後、巨大化したベル坊を制御できない男鹿の前に現れ、ベル坊を始末しようとするが、男鹿が咄嗟にベル坊の力を抑制した様子を見て何もせずにその場を去る。用心棒としてヴラドの盗賊街にいたのは、主の命により盗まれた宝具13点を取り返すためだった。
後に片足をゴミ箱に突っ込んだまま動けなくなりそのまま階段から落ちたことで名前以外の記憶を失い、ベヘモット柱師団に保護される。そしてフォルカスの依頼で古市・ラミアとともに記憶の中に入り込み、そこで記憶を取り戻し古市に憑依し、その現場で発生した騒動の解決に協力した。最終的に、かつて大魔王に制圧されたサタナチア王国の密偵であったことが判明し、レイミア達の尋問を受けることになる。
アニメ版では未登場。
ヨップル星人
声 - 丹沢晃之
ヴラドの魔境の番人で、意味不明な言葉を話す。悪魔族の中で最も友好的な種族と言われるが、出会った者を敵と見なすとアクババを呼び、ヴラドの魔境全体に教える。アニメ版ではアランドロンを通じて人間界に来て、観光を楽しんでいた。
盗賊団のボス
声 - 竹田雅則
アンジェリカを利用して悪事を企んでいたが、巨大化したベル坊に踏み潰され、行方を眩ませる。
ガレ
声 - 板取政明
盗賊団の一人。右頬のタトゥーが特徴。男鹿に瞬殺された上に、根城とする街までの道案内をさせられる。
エッダ
声 - 里卓哉
盗賊団の一人。スキンヘッドと顎髭が特徴。ガレと共に男鹿に瞬殺される。
ザンガ
声 - 乃村健次
ヴラドの盗賊街の目付役。
ヴラドの主
ヴラドの魔境に住む魔族の長で、かなりの巨体。ヴラドの魔境を荒らす盗賊団に制裁を加えるべく、姿を現した。巨大化したベル坊と対決し、一方的にやられてしまう。その後はアンジェリカの説得で自分の巣に帰った。
ソドム
ジャバウォックが飼っている「グランドバハムート」と呼ばれる巨大な竜。凶暴な気性だがジャバウォックには従順。
悪魔急便（仮称）
主に大魔王からの荷物を届ける役割を果たしている悪魔の少女。一人称は「あっし」で語尾に「やんす」を付ける。本人曰く荷物の傷防止のためのコーティングは一流らしい。荷物を届ける際には何かとはた迷惑な登場をするため、度々男鹿の怒りを買っている。
ゴルゴンゾーラ
「魔界怪獣」と呼ばれる全長180メートルを超える巨大なドラゴンの一種。
ベル坊へのクリスマスプレゼントとしてヒルダがベル坊と共に狩ろうとしていた。最終回では、アランドロンを食べたことで男鹿に倒されてペットにされ、そのまま男鹿達を石矢魔の卒業式にまで連れて行った。

## ソロモン商会
ソロモン
古代イスラエルの王で、数千年前に大魔王・ベルゼバブ1世を最初に使役した「紋章使い」。ソロモン商会の始祖となった人物。
カイゼル・デ・エンペラーナ・ベルゼバブ1世
ベル坊の曽祖父で、大魔王の祖父。ソロモンと契約していた。作者によると息子のベルゼバブ2世と共にまだ生きているらしい。

老人達
ソロモン商会のトップに君臨する3人の老人で、同じ顔立ちをしている。商会のメンバーからは「師父」と呼ばれている。
悪魔の力を使って大儲けしようと企み、男鹿がサタンを倒した報を聞いた時にはベル坊を利用しようとするが、直後に現れた大魔王に成敗される。
ヨハン
ソロモン商会の幹部。
長髪を縛り端正な顔立ちをした青年。ソロモン商会の「死神」と呼ばれており、常に笑みを浮かべているが非常に残忍な性格。
アスランと同じく転送玉を所持している。男鹿との戦いで満身創痍だったとはいえ、鷹宮を圧倒する実力を持つ。
石矢魔殺六縁起に悪魔を貸し与えるなど、商会の野望実現のために暗躍していた。ロサンゼルスでベル坊とアイリスが再会した際に全てを暴露してアイリスを裏切るが、彼女に手を出したことで男鹿とベル坊の逆鱗に触れ、為す術なく叩きのめされる。
皇（すめらぎ）
ヨハンと連絡を取っていた人物。
宇多川妖憲（うだがわ ようけん）
#宇多川妖憲を参照。
鷹宮の父
#鷹宮の父を参照。
ミッチー
ソロモン商会の一員。　
ネクタイを締め、黒いマントを羽織った女性。アキのりと共に「ソロモン商会愛の伝道師 ラブマスカレード」を名乗っている。
黄道十二門の悪魔・蟹と契約した「紋章使い」。サーベルを武器に持ち、その一撃は家の一部を切り裂くほど。
男鹿と鷹宮の戦いの最中、ヨハンが介入する時間稼ぎのためにアキのりと共に早乙女に挑むが為す術なく敗れる。その後、小人の古市（痴将古市）が起こした騒動に巻き込まれ、成り行きで男鹿や赤星と対決するが返り討ちに遭う。
蟹（キャンサー）
「黄道十二門」の一体。ミッチーと契約している悪魔。
その名の通り、巨大な蟹の姿をしている。男鹿とベル坊に気に入られ、丸焼きにされた。

アキのり
ソロモン商会の一員。ミッチーの相方を務める。
サスペンダーを着用した男性。フェミニストであり、美人の女性にはナンパ口調で接する。
黄道十二門の悪魔・天秤と契約した「紋章使い」。
ミッチーと共に男鹿家に現れるが、美咲と赤星に天秤を蹂躙され、あえなく撤退する。
断罪の狩天秤（リベラルフィッシャー）
天秤を出現させ、相手に襲い掛からせる。
天秤（リベラ）
「黄道十二門」の一体。アキのりと契約している悪魔。
人型で、顔が飛び出た姿をしている。美咲に「キモイ」と言われて蹴られた挙句、マモンに胴体を焼き抜かれた。

コーリー
アメリカの不良グループ「キングジョーカー」のリーダー。
色の薄いサングラスをかけている。かつてはソロモン商会に真っ向から反抗していたが、商会から牡牛を譲り受けたことで彼らの傀儡となった。
男鹿を捕らえようと行動を起こすが瞬殺され、彼らをヨハンの下へと案内する。ロサンゼルスに到着した直後にヨハンによって重傷を負わされるが、牡牛の魔力で致命傷は避けた模様。
牡牛（タウロス）
「黄道十二門」 の一体。コーリーと契約している悪魔。
際どい服装をしたミノタウロスの姿をしており、鼻輪を付けている。

## ウロボロスの霊薬の世界
ベル坊が王熱病により男鹿とのリンクを切ってしまった際、再び契約するためラミアがウロボロスの霊薬（骨）から作った麻酔を打ったことにより男鹿が入り込んでしまった自身の精神世界。住人も背景も、男鹿本人すら唖然とするほどおかしなものばかりが存在する。
モンテスキュー
声 - 水島大宙
体は筋肉質で、古市と同じ顔をしている。殴る時は「三権分立!!」と叫ぶ。肝心な所で「時間だ」と言いロボットとなって飛び去ってしまった（アニメ版では変身せず天に昇っていった）。
神崎の人面花、姫川の人面花
声 - 杉田智和、荻野晴朗
顔は神崎と姫川に似ている人面花。アニメ版では男鹿に話しかけ、奇妙な歌を歌っていた。
夏目の天使、城山の天使
声 - 岸尾だいすけ、乃村健次
アニメオリジナルキャラクター。夏目と城山に似た天使。線路を組み立てた後、どこかへ飛び去って行ってしまった。
ヒルダの機関車
声 - 伊藤静
機関車の風貌をしたヒルダ。葵の機関車と競争していた。
葵の機関車
声 - 豊崎愛生
機関車の風貌をした葵。アニメ版では「バッカじゃないのー」としか喋らなかった。
羊アランドロン
アランドロンと同じ顔をした羊。男鹿が逃げる際アランドロン同様真っ二つに割れた。
綺麗な男鹿
声 - 小西克幸
アニメオリジナルキャラクター。顔も声も男鹿に似ているが、暴力ではなく話し合いで物事を解決しようとするなど男鹿とは全く正反対な性格。右の頬を殴られたら左の頬も殴ってもらおうとする。殴られた際に分裂し、それが増え続けると煙になってそこからベル坊とのリンクの円陣が出現した。

## 首切島
斑鳩酔天（いかるが すいてん）
本名は斑鳩薺（いかるが なずな）。バイク乗りであり、首切島で巫女をしている女性。
暗黒武闘を習得しており、人形に乗り移っている下級悪魔の面倒を見ている。葵の母・忍と知り合い。かなり酒乱で、酔うと手が付けられない。
早乙女に好意を寄せているが想いは報われておらず、早乙女からの手紙を読まずに燃やしたり、男鹿から早乙女が自分を頼りたがっていないと聞くと嫌われていると思い込んで（酒の勢いで）ぶっ飛ばしに行くと叫んだりしている。かつての石矢魔の生徒でもあり、当時関東最強レディースの「悪糾麗（ワルキューレ）」の総長であったり当時悪魔と契約して孤立していた早乙女に好意を寄せていたりと、現在の葵と共通点が多い。
暗黒武闘の修行に来た男鹿と葵の素質を見極め修行をつけた。後の聖セントX'masでは男鹿達の面倒を見た借りとして、早乙女の妻を名乗り彼とペアを組んで出場。男鹿とヒルダのペアと戦うが、ベル坊を囮にされたことで敗れた。
狐火
契約した悪魔の力で複数の炎を発生させ相手にぶつける。

村長
首切島の村長を務める下級悪魔。
心眼結界（しんがんけっかい）
暗黒武闘の技。使いこなせておらず、使うと一気に体力が無くなる。

花村（はなむら）
酔天の家の料理長を務める下級悪魔。とある高級料亭に置かれていた人形に憑依している。

## アメリカ
マイケル
賑やかでノリの良い小太りの男性。
強盗に襲われている所を男鹿達に救われ、恩返しに彼らを自宅に招待する。彼らがキングジョーカーを壊滅させた後はロサンゼルスへ送り届ける。男鹿のことは彼が英語で話そうと「ファック」と言ったのが切っ掛けで「ファック」と呼んでいる。
デュラン
年齢：17歳
マイケルの息子で、他人を寄せ付けない一匹狼の青年。
かつてはキングジョーカーの一員だったが、コーリーに反感を抱いたことで彼らと対立していた。日本人を快く思っていなかったが、男鹿達がキングジョーカーを壊滅させたことで考えを改めた模様。
ブレンダ
年齢：15歳
マイケルの娘で、デュランの妹。ラザニアが得意料理。日本に憧れているらしく、男鹿や古市に対して興味津々な素振りを見せた。

## その他
樫野諫冬（かしの いさふゆ）
声 - 早見沙織
魔二津で修行中の男鹿たちが寝泊りする寺の娘。巫女服を着ている。中学生。
内気で人見知りしやすい。葵とは顔馴染みの親友で、葵からは「いさちゃん」と呼ばれている。霊媒体質で悪魔の存在も察知でき、一目見てベル坊の正体に気づいた。コマちゃんの力を借りて御祓いをすることができる。葵を天狗塚に案内し、彼女とコマちゃんの協力に一役買っている。
ブラックベル坊
早乙女の使っていた魔界のラジカセで実体化したベル坊の分身。
ベル坊の潜在能力のそのまま引き出すことが出来、男鹿を吹き飛ばすほどの力を持つ。野生児のような性格で、呪いの言葉のようなものを話す。
男鹿とベル坊の作戦で一度捕まるもその後背中から蝿の翼と悪魔のような尻尾が生え、まさに「蝿の王」を連想する姿に変貌した。男鹿に羽と尻尾をむしり取られると大人しくなり、彼に懐くようになった。ベル坊とも仲良くなり、彼とのミルクの取り合いが「魔王の大晩餐会」発動の切っ掛けとなった。修行後は早乙女に連れられている。
アニメ版の字幕放送においては「黒ベル坊」と表記されている。
高島（たかしま）
声 - 村上裕哉
古市の中学の時の先輩。今は西高の頭。男鹿とも面識がある模様。仲間を引き連れ市民プールで寧々達をナンパしようとしたが、古市に邪魔され彼を襲う。古市を追い詰めるが彼の機転でベル坊の電撃を喰らった。アニメ版ではその後も古市達を襲おうとしたが、アイスを売っていた東条に遭遇し、手下共々叩きのめされた。
高橋（たかはし）
声 - 岩崎ひろし
悪魔野学園に教師として赴任した中年の男性。失業中に迷惑を掛けてしまった妻と息子のために職務を全うしようとするが、柱師団の悪魔達の奇抜な風貌や言動に振り回される。
コロッケ
声 - 中司ゆう花
原作の番外編に登場した野良猫。
男鹿の持っていたコロッケを食べたのが切っ掛けで彼に懐いた。ベル坊とは最初は対立していたが、不良猫に絡まれていた時、男鹿やベル坊に助けられたことを機に和解した。アニメ版ではその後の話も描かれ、ベル坊から威嚇を教えられ不良の猫を怯えさせるほどに成長し、彼に礼を言い他の猫と仲間になるために別れた。
ベル坊を「ベッさん」、光太を「光さん」と呼んでいた。

### 小説版
小説「ベルベル☆西遊記」
邪神
小説「ベルベル☆西遊記」に登場。人間界のものでも魔界のものでもない異界の魔王。
大昔ベル坊の遠い先祖の時代に魔界に侵略し、魔界・人間界の両方に甚大な被害をもたらした。魔族と一部の人間の力を借りることでバラバラに刻まれてそれぞれの欠片を封印された。基本的に「食欲と繁殖欲」、すなわち「捕食と増殖」の二つしか頭になく、意思はあるが意志や自我等は存在しない。
魔界の城の奥の倉庫に保管されていたが大掃除の際に紛失。ヒルダの持ってきた「よいこのえほん」の中に混入し、暴走を起こす切っ掛けとなる。西遊記世界では紅葫蘆の姿をしていた。自分を復活させるためにヒルダの人格を羅刹女に書き換え操り、男鹿と東条を吸い込むことで復活したが男鹿とベル坊による内と外からの「魔王の咆哮」によって消滅した。

小説第2弾「ベルベル☆タイムトラベル」
藍姫（あいひめ）
小説第2弾「ベルベル☆タイムトラベル」に登場。江戸時代で男鹿達が出会った「石矢魔藩」の亡き藩主の一人娘。葵と瓜二つの外見の持ち主。
藩主の座を狙う有力家臣三家に想いを寄せていた男を遠隔地へ飛ばされ、縁談を迫られた事に不満を持ち城を抜け出した。三家の思惑を潰すため、男鹿達と手を組み「石武祭」に参加する。
柳生十兵衛（やぎゅう じゅうべえ）
小説第2弾「ベルベル☆タイムトラベル」に登場。歴史的に有名な剣士。早乙女と瓜二つの容姿を持ち、眼帯を付けている。
「柳生新陰流」という剣術を使い、木刀で東条を圧倒するほどの実力者。幕府の刺客として山田雲太郎（やまだ くもたろう）という偽名を使い「石武祭」に参加していた。

小説第3弾「ベルベル☆校外乱闘」
山崎優（やまざき ゆう）
小説第3弾「ベルベル☆校外乱闘」に登場。髪を下ろした時の姫川と瓜二つの容姿をした青年。
当の姫川とは正反対な綺麗な心の持ち主。家庭が超が付くほど貧しく、四人の弟妹達と共に暮らしている。かつては成績優秀な学生だったが、母親が重病で入院し、父親は治療費捻出のために奔走した末に交通事故で他界、母親も後を追うように他界し、親戚にバラバラに引き取られた弟妹を再び引き取って養うために学校を辞めた過去を持つ。金が無かったために両親を喪ったことから金の力に屈することを嫌い、自力で医者になることを目指している。姫川は彼の心をへし折ろうと自身と入れ替わることを提案するが、些細なミスでポケットマネーが使えなくなったため彼の普段の生活（早朝から深夜までのバイトに近隣住民へのボランティア行為）まで行う羽目になり、優も普段の姫川は絶対に行わない行為 を行った為周囲の人間から驚かれていた。姫川家の豪勢な生活を体験するも、「自分には今の生活が合っている」と姫川に告げた。大企業を後ろ盾とする悪質な地上げ屋に立ち退きを迫られていたが、姫川がその企業の株式の90%を30億で買い占めたことで再び弟妹達と暮らせるようになる。彼との出会いは姫川の価値観に多少の影響を与え、姫川財閥が奨学基金を立ち上げる結果となった（待遇自体は破格だが、条件はかなり厳しい）。
コンビニの店長
小説第3弾「ベルベル☆校外乱闘」に登場。東条がバイトをしていたコンビニエンスストアの店長。元家電量販店勤務で、最近脱サラしてコンビニを始めたらしい。バイトやパートにトラブルがある度に駆け付け、売れ残りの弁当を東条に無償で提供する好人物であり、彼からも慕われていた。しかし、東条を倒そうとする不良達が店に押しかけ、客が寄り付かなくなった挙句他のパートやバイトスタッフが逃げ出す結果となってしまった為、仕方なく東条をクビにした。とはいえ、最後には東条に対して不良を叩きのめしてくれたことへの感謝を述べている。
オタクショップの店長
小説第3弾「ベルベル☆校外乱闘」に登場。コンビニのバイトをクビになった東条が新たにバイトに入ったオタクショップの店長。東条が希少価値のある商品をうっかり壊し続けたため、彼をクビにした。
ピザ屋の店長
小説第3弾「ベルベル☆校外乱闘」に登場。東条がオタクショップの次にバイトに入ったピザ屋の店長。勤務態度は不真面目で、偉そうに指示を出して自分はサボっているため他のバイトからは嫌われていた。配達中に猫を避けようとして転倒事故を起こし、バイクを破損させた東条をしつこく罵倒するも、事故の原因である猫を「轢き殺せ」と発言したことで動物好きの彼の逆鱗に触れて殴り飛ばされた。しかし、この一件でこの店長の無能さが本部に明るみとなり配置転換が行われたらしく、東条は同店のバイトの間で「伝説の男」として語り継がれることになった。
誘拐屋
小説第3弾「ベルベル☆校外乱闘」に登場。ピザ屋をクビになり本格的に困っていた東条に声をかけたプロの誘拐屋。マフィアのボスの依頼で、違法な事業を潰そうと運動を行う政治家を大人しくさせるために彼の娘を攫っていた。自分達の正体露見を防ぐため、第三者である東条に政治家の娘を入れたトランクの運搬を依頼するが、仕事内容を勘違いしていた東条が荷物を奪われたことに怒ってアジトまで乗り込んできたことで、マフィアのボスと共に叩きのめされた。
マフィアのボス
小説第3弾「ベルベル☆校外乱闘」に登場。昔見たマフィア映画にハマった末に本物のマフィアになった日本人。自分達の行う違法事業を潰そうとする政治家を大人しくさせるため、彼の娘の誘拐を誘拐屋に依頼した。しかし「届ける荷物を奪われた」と勘違いした東条がアジトまで乗り込んできた事で部下や誘拐屋共々彼に叩きのめされ、組織は壊滅した。
少女
小説第3弾「ベルベル☆校外乱闘」に登場。マフィアの違法事業を潰そうと運動を行う政治家の娘。父親への対抗策としてマフィアに依頼された誘拐屋に誘拐されるも、東条に救出され、無事に家に帰ることが出来た。事件解決後はマスコミに東条のイラストを公開したが、とても本人に似ても似つかぬものだった。